# Championnats du monde de cyclisme sur piste 2023
Navigation
2022 2024

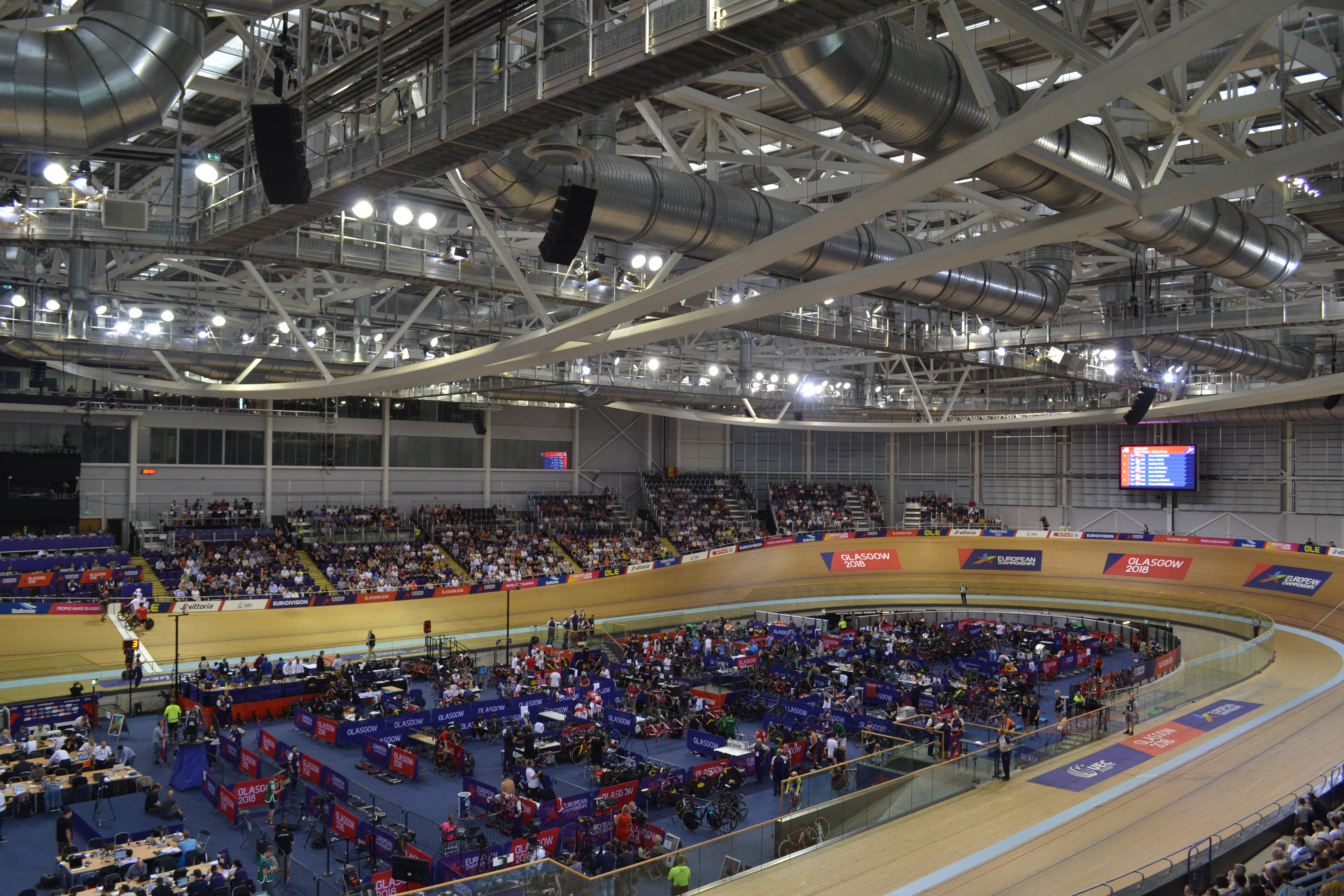
L'intérieur du Vélodrome Sir Chris Hoy.

Les 113e championnats du monde de cyclisme sur piste se déroulent du 3 au 9 août 2023 à Glasgow en Écosse, au Royaume-Uni sur le Vélodrome Sir Chris Hoy,. Les 22 épreuves présentes aux championnats précédents sont au programme.
Ces mondiaux sont organisés dans le cadre plus large des championnats du monde de cyclisme UCI 2023 rassemblant tous les quatre ans à partir de 2023 treize championnats du monde de cyclisme dans différentes disciplines (route, piste, VTT...).

## Présentation et participation
En raison des super-championnats du monde voulus par l'UCI, les mondiaux sur piste sont disputés en même temps que ceux sur route, rendant difficile la participation aux deux disciplines. Néanmoins, comme il s'agit des seuls championnats du monde sur piste comptant pour la qualification des épreuves de cyclisme aux Jeux olympiques d'été de 2024, les cyclistes pratiquant les deux disciplines ont globalement privilégiés la piste.
Ces championnats du monde sur piste sont également organisés conjointement avec les mondiaux de paracyclisme durant les sept jours de compétition.
Au total 50 pays sont au départ - soit un de moins qu'en 2022 - pour se disputer les 22 titres en jeu.
En ce qui concerne les épreuves du sprint masculin, la domination des sprinteurs néerlandais a été remise en cause l'année précédente par les Australiens. Le duel est attendu aussi bien en vitesse par équipes, que sur les épreuves individuelles, avec Harrie Lavreysen et Matthew Richardson en leaders. Les principaux autres sprinteurs présents sont Jeffrey Hoogland, Nicholas Paul, Azizulhasni Awang, Mikhail Iakovlev, Sébastien Vigier, Rayan Helal, Jack Carlin, Kaiya Ota ou Mateusz Rudyk.
Chez les sprinteuses, les Allemandes emmenées par Emma Hinze et Pauline Grabosch sont annoncées comme les favorites. Elles sont notamment opposées à la Chine dans l'épreuve par équipes, ainsi qu'aux individualités comme Mathilde Gros, Shanne Braspennincx, Kelsey Mitchell, Lauriane Genest, Martha Bayona, Emma Finucane ou encore Mina Sato.
Pour la poursuite par équipes, un match est attendu pour le titre entre la Grande-Bretagne et l'Italie que ce soit chez les hommes ou les femmes. La France, le Danemark - chez les hommes - la Nouvelle-Zélande et l'Australie sont cités comme prétendants d'une compétition très importante dans la course aux quotas pour les Jeux olympiques de 2024.
Du côté des épreuves individuelles, les Britanniques Laura Kenny, Matthew Walls et Ethan Hayter sont les principaux absents d'un championnats dont une autre Britannique, l'Écossaise Katie Archibald, est attendue comme la grande vedette à domicile. Les habitués aux podiums mondiaux sont présents, à l'image de Filippo Ganna, Elia Viviani, Jonathan Milan, Benjamin Thomas - qui change de partenaire sur la course à l'américaine avec Thomas Boudat - Yoeri Havik, Aaron Gate ou Roger Kluge. Tandis que chez les femmes, on peut noter le retour de Chloe Dygert, aux côtés de sa compatriote Jennifer Valente, ainsi que les pistardes habituelles Lotte Kopecky - qui ne défendra pas son titre sur l'américaine, en raison de la suspension de Shari Bossuyt - Martina Fidanza, Clara Copponi, Bryony Botha, Yumi Kajihara ou Anita Stenberg.

## Programme
22 épreuves sont au programme, 11 chacun pour les hommes et les femmes. Ces mondiaux se déroulent dans le cadre d'un calendrier intégré avec les championnats du monde de paracyclisme sur piste disputés simultanément (chacun se déroulant sur sept jours).
Toutes les heures indiquées ci-dessous correspondent à l'heure locale - Heure d'été du Royaume-Uni ou UTC+01:00.
- les finales sont en jaune

| Date   | Horaire | Tour                                            |
| ------ | ------- | ----------------------------------------------- |
| 3 août | 9:30    | Hommes - poursuite par équipes - qualification  |
| 3 août | 9:30    | Femmes - vitesse par équipes - qualification    |
| 3 août | 9:30    | Hommes - vitesse par équipes - qualification    |
| 3 août | 9:30    | Femmes - poursuite individuelle - qualification |
| 3 août | 19:03   | Femmes - vitesse par équipes - 1er tour         |
| 3 août | 19:03   | Femmes - poursuite individuelle - finale        |
| 3 août | 19:03   | Femmes - vitesse par équipes - finale           |
| 3 août | 19:03   | Hommes - scratch - finale                       |
| 4 août | 9:30    | Femmes - poursuite par équipes - qualification  |
| 4 août | 9:30    | Femmes - 500 mètres - qualification             |
| 4 août | 18:42   | Hommes - poursuite par équipes - 1er tour       |
| 4 août | 18:42   | Femmes - 500 mètres - finale                    |
| 4 août | 18:42   | Hommes - vitesse par équipes - 1er tour         |
| 4 août | 18:42   | Femmes - scratch - finale                       |
| 4 août | 18:42   | Hommes - vitesse par équipes - finale           |
| 5 août | 10:58   | Hommes - vitesse individuelle - qualification   |
| 5 août | 10:58   | Femmes - poursuite par équipes - 1er tour       |
| 5 août | 10:58   | Hommes - vitesse individuelle - 1/16e de finale |
| 5 août | 10:58   | Hommes - vitesse individuelle - 1/8e de finale  |
| 5 août | 18:21   | Femmes - keirin - 1er tour                      |
| 5 août | 18:21   | Hommes - poursuite par équipes - finale         |
| 5 août | 18:21   | Femmes - keirin - repêchage du 1er tour         |
| 5 août | 18:21   | Femmes - poursuite par équipes - finale         |
| 6 août | 10:22   | Hommes - poursuite individuelle - qualification |
| 6 août | 10:22   | Femmes - keirin - 1/4 de finale                 |
| 6 août | 10:22   | Hommes - vitesse individuelle - 1/4 de finale   |
| 6 août | 10:22   | Hommes - omnium, course scratch                 |
| 6 août | 18:13   | Femmes - keirin - 1/2 finales                   |
| 6 août | 18:13   | Hommes - omnium, course tempo                   |
| 6 août | 18:13   | Femmes - course par élimination                 |
| 6 août | 18:13   | Hommes - poursuite individuelle - finale        |
| 6 août | 18:13   | Hommes - omnium, course par élimination         |
| 6 août | 18:13   | Femmes - keirin - finale                        |
| 6 août | 18:13   | Hommes - omnium, course aux points              |

| Date   | Horaire | Tour                                            |
| ------ | ------- | ----------------------------------------------- |
| 7 août | 11:30   | Femmes - vitesse individuelle - qualification   |
| 7 août | 11:30   | Hommes - vitesse individuelle - 1/2 finales     |
| 7 août | 11:30   | Femmes - vitesse individuelle - 1/16e de finale |
| 7 août | 18:28   | Hommes - course par élimination                 |
| 7 août | 18:28   | Hommes - vitesse individuelle - finale          |
| 7 août | 18:28   | Femmes - course à l’américaine                  |
| 8 août | 12:30   | Femmes - vitesse individuelle - 1/8e de finale  |
| 8 août | 12:30   | Femmes - vitesse individuelle - 1/4 de finale   |
| 8 août | 12:30   | Hommes - kilomètre - qualification              |
| 8 août | 17:25   | Hommes - kilomètre - finale                     |
| 8 août | 17:25   | Hommes - keirin - 1er tour                      |
| 8 août | 17:25   | Femmes - course aux points                      |
| 8 août | 17:25   | Hommes - keirin - repêchage du 1er tour         |
| 8 août | 17:25   | Hommes - course à l’américaine                  |
| 9 août | 17:30   | Femmes - vitesse individuelle - 1/2 finales     |
| 9 août | 17:30   | Femmes - omnium, course scratch                 |
| 9 août | 17:30   | Hommes - keirin, 2e tour                        |
| 9 août | 17:30   | Femmes - vitesse individuelle - finale          |
| 9 août | 17:30   | Hommes - keirin - 1/2 finales                   |
| 9 août | 17:30   | Femmes - omnium, course par élimination         |
| 9 août | 17:30   | Hommes - course aux points                      |
| 9 août | 17:30   | Hommes - keirin - finale                        |
| 9 août | 17:30   | Femmes - omnium, course aux points              |

## Médaillés
- (q) signifie que le coureur n'a pas participé à la finale pour la médaille, mais à un tour qualificatif.

### Hommes
| Épreuves                                       | Or | Or             | Argent                                                                                   | Argent         | Bronze                                                                          | Bronze        |
| ---------------------------------------------- | --- | -------------- | ---------------------------------------------------------------------------------------- | -------------- | ------------------------------------------------------------------------------- | ------------- |
| Kilomètre contre-la-montre résultats détaillés | Jeffrey Hoogland                                                                                       | 58 s 222       | Matthew Glaetzer                                                                         | 58 s 526       | Thomas Cornish                                                                  | 58 s 822      |
| Keirin résultats détaillés                     | Kevin Quintero                                                                                         |                | Matthew Richardson                                                                       |                | Shinji Nakano                                                                   |               |
| Vitesse individuelle résultats détaillés       | Harrie Lavreysen                                                                                       |                | Nicholas Paul                                                                            |                | Jack Carlin                                                                     |               |
| Vitesse par équipes résultats détaillés        | Pays-Bas- Jeffrey Hoogland - Harrie Lavreysen - Roy van den Berg                                       | 41 s 647       | Australie- Matthew Glaetzer - Leigh Hoffman - Matthew Richardson - Thomas Cornish        | 41 s 682       | France- Florian Grengbo - Rayan Helal - Sébastien Vigier                        | 42 s 583      |
| Poursuite individuelle résultats détaillés     | Filippo Ganna                                                                                          | 4 min 1 s 976  | Daniel Bigham                                                                            | 4 min 2 s 030  | Jonathan Milan                                                                  | 4 min 5 s 868 |
| Poursuite par équipes résultats détaillés      | Danemark- Niklas Larsen - Carl-Frederik Bévort - Lasse Norman Leth - Rasmus Pedersen - Frederik Madsen | 3 min 45 s 161 | Italie- Filippo Ganna - Francesco Lamon - Jonathan Milan - Manlio Moro - Simone Consonni | 3 min 47 s 396 | Nouvelle-Zélande- Aaron Gate - Campbell Stewart - Thomas Sexton - Nick Kergozou |               |
| Course aux points résultats détaillés          | Aaron Gate                                                                                             | 123 pts        | Albert Torres                                                                            | 107 pts        | Fabio Van den Bossche                                                           | 95 pts        |
| Américaine résultats détaillés                 | Pays-Bas- Jan-Willem van Schip - Yoeri Havik                                                           | 37 pts         | Grande-Bretagne- Oliver Wood - Mark Stewart                                              | 35 pts         | Nouvelle-Zélande- Aaron Gate - Campbell Stewart                                 | 34 pts        |
| Scratch résultats détaillés                    | William Tidball                                                                                        |                | Kazushige Kuboki                                                                         |                | Tuur Dens                                                                       |               |
| Omnium résultats détaillés                     | Iúri Leitão                                                                                            | 187 pts        | Benjamin Thomas                                                                          | 185 pts        | Shunsuke Imamura                                                                | 173 pts       |
| Course à l'élimination résultats détaillés     | Ethan Vernon                                                                                           |                | Dylan Bibic                                                                              |                | Elia Viviani                                                                    |               |

### Femmes
| Épreuves                                        | Or                                                                                           | Or             | Argent                                                                               | Argent         | Bronze                                                                                     | Bronze         |
| ----------------------------------------------- | -------------------------------------------------------------------------------------------- | -------------- | ------------------------------------------------------------------------------------ | -------------- | ------------------------------------------------------------------------------------------ | -------------- |
| 500 mètres contre-la-montre résultats détaillés | Emma Hinze                                                                                   | 32 s 820       | Kristina Clonan                                                                      | 32 s 956       | Lea Sophie Friedrich                                                                       | 33 s 134       |
| Keirin résultats détaillés                      | Ellesse Andrews                                                                              |                | Martha Bayona                                                                        |                | Lea Sophie Friedrich                                                                       |                |
| Vitesse individuelle résultats détaillés        | Emma Finucane                                                                                |                | Lea Sophie Friedrich                                                                 |                | Ellesse Andrews                                                                            |                |
| Vitesse par équipes résultats détaillés         | Allemagne- Lea Sophie Friedrich - Pauline Grabosch - Emma Hinze                              | 45 s 848 (RM)  | Grande-Bretagne- Lauren Bell - Sophie Capewell - Emma Finucane                       | 45 s 923       | Chine- Bao Shanju - Guo Yufang - Yuan Liying                                               | 46 s 543       |
| Poursuite résultats détaillés                   | Chloé Dygert                                                                                 | 3 min 17 s 542 | Franziska Brauße                                                                     | OVL            | Bryony Botha                                                                               | 3 min 22 s 210 |
| Poursuite par équipes résultats détaillés       | Grande-Bretagne- Katie Archibald - Elinor Barker - Josie Knight - Anna Morris - Megan Barker | 4 min 8 s 771  | Nouvelle-Zélande- Michaela Drummond - Ally Wollaston - Emily Shearman - Bryony Botha | 4 min 13 s 313 | France- Marion Borras - Valentine Fortin - Clara Copponi - Marie Le Net - Victoire Berteau | 4 min 13 s 059 |
| Course aux points résultats détaillés           | Lotte Kopecky                                                                                | 39 pts         | Georgia Baker                                                                        | 31 pts         | Tsuyaka Uchino                                                                             | 14 pts         |
| Américaine résultats détaillés                  | Grande-Bretagne- Neah Evans - Elinor Barker                                                  | 28 pts         | Australie- Georgia Baker - Alexandra Manly                                           | 25 pts         | France- Victoire Berteau - Clara Copponi                                                   | 22 pts         |
| Scratch résultats détaillés                     | Jennifer Valente                                                                             |                | Maike van der Duin                                                                   |                | Michaela Drummond                                                                          |                |
| Omnium résultats détaillés                      | Jennifer Valente                                                                             | 145 pts        | Amalie Dideriksen                                                                    | 136 pts        | Lotte Kopecky                                                                              | 133 pts        |
| Course à l'élimination résultats détaillés      | Lotte Kopecky                                                                                |                | Valentine Fortin                                                                     |                | Jennifer Valente                                                                           |                |

## Résultats détaillés

### Hommes

#### Kilomètre
Les huit coureurs les plus rapides se qualifient pour la finale (Q).
| Rang | Coureur                    | Pays             | Temps    | Écart  | Notes |
| ---- | -------------------------- | ---------------- | -------- | ------ | ----- |
| 1    | Jeffrey Hoogland           | Pays-Bas         | 57.971   |        | Q     |
| 2    | Matthew Glaetzer           | Australie        | 58.572   | +0.601 | Q     |
| 3    | Thomas Cornish             | Australie        | 58.798   | +0.827 | Q     |
| 4    | Maximilian Dörnbach        | Allemagne        | 59.391   | +1.420 | Q     |
| 5    | Joseph Truman              | Grande-Bretagne  | 59.507   | +1.536 | Q     |
| 6    | Patryk Rajkowski           | Pologne          | 59.889   | +1.918 | Q     |
| 7    | Matteo Bianchi             | Italie           | 59.911   | +1.940 | Q     |
| 8    | Alejandro Martínez         | Espagne          | 1:00.183 | +2.212 | Q     |
| 9    | Santiago Ramírez           | Colombie         | 1:00.199 | +2.228 |       |
| 10   | Xue Chenxi                 | Chine            | 1:00.310 | +2.339 |       |
| 11   | Juan Ruiz                  | Mexique          | 1:00.357 | +2.386 |       |
| 12   | Melvin Landerneau          | France           | 1:00.495 | +2.524 |       |
| 13   | Roy van den Berg           | Pays-Bas         | 1:00.530 | +2.559 |       |
| 14   | Cristian Ortega            | Colombie         | 1:00.539 | +2.568 |       |
| 15   | Willy Weinrich             | Allemagne        | 1:00.729 | +2.758 |       |
| 16   | Ryan Dodyk                 | Canada           | 1:00.775 | +2.804 |       |
| 17   | Nick Kergozou              | Nouvelle-Zélande | 1:00.821 | +2.850 |       |
| 18   | Muhammad Fadhil Mohd Zonis | Malaisie         | 1:01.409 | +3.438 |       |
| 19   | Matěj Hytych               | Tchéquie         | 1:01.626 | +3.655 |       |
| 20   | Edgar Verdugo              | Mexique          | 1:01.823 | +3.852 |       |
| 21   | José Moreno                | Espagne          | 1:01.950 | +3.979 |       |
| 22   | Johannes Myburgh           | Afrique du Sud   | 1:03.287 | +5.316 |       |
| 23   | Andrey Chugay              | Kazakhstan       | 1:04.185 | +6.214 |       |
| 24   | Ronaldo Laitonjam          | Inde             | 1:04.418 | +6.447 |       |
| 25   | Hussein Hassan             | Égypte           | 1:06.755 | +8.784 |       |

| Rang               | Coureur             | Pays            | Temps    | Écart  | Notes |
| ------------------ | ------------------- | --------------- | -------- | ------ | ----- |
| Médaille d'or      | Jeffrey Hoogland    | Pays-Bas        | 58.222   |        |       |
| Médaille d'argent  | Matthew Glaetzer    | Australie       | 58.526   | +0.304 |       |
| Médaille de bronze | Thomas Cornish      | Australie       | 58.822   | +0.600 |       |
| 4                  | Joseph Truman       | Grande-Bretagne | 59.092   | +0.870 |       |
| 5                  | Maximilian Dörnbach | Allemagne       | 59.245   | +1.023 |       |
| 6                  | Patryk Rajkowski    | Pologne         | 1:00.096 | +1.874 |       |
| 7                  | Matteo Bianchi      | Italie          | 1:00.099 | +1.877 |       |
| 8                  | Alejandro Martínez  | Espagne         | 1:00.192 | +1.970 |       |

#### Keirin
- Premier tour[7]

Les deux premiers coureurs de chaque série se qualifient pour les quarts de finale, tous les autres vont en repêchage.
| Rang | Cycliste               | Pays            | Écart  | Notes |
| ---- | ---------------------- | --------------- | ------ | ----- |
| 1    | Jack Carlin            | Grande-Bretagne |        | Q     |
| 2    | Shinji Nakano          | Japon           | +0.033 | Q     |
| 3    | Harrie Lavreysen       | Pays-Bas        | +0.037 |       |
| 4    | Muhammad Ridwan Sahrom | Malaisie        | +0.203 |       |
| 5    | Mikhail Iakovlev       | Israël          | +0.254 |       |

| Rang | Cycliste          | Pays             | Écart  | Notes |
| ---- | ----------------- | ---------------- | ------ | ----- |
| 1    | Azizulhasni Awang | Malaisie         |        | Q     |
| 2    | Hamish Turnbull   | Grande-Bretagne  | +0.222 | Q     |
| 3    | Sergey Ponomaryov | Kazakhstan       | +0.299 |       |
| 4    | Sam Dakin         | Nouvelle-Zélande | +0.373 |       |
| 5    | Sebastien Vigier  | France           | +0.412 |       |
| 6    | Esow Alban        | Inde             | +0.624 |       |

| Rang | Cycliste         | Pays           | Écart  | Notes |
| ---- | ---------------- | -------------- | ------ | ----- |
| 1    | Matthew Glaetzer | Australie      |        | Q     |
| 2    | Jeffrey Hoogland | Pays-Bas       | +0.028 | Q     |
| 3    | Muhammad Sahrom  | Malaisie       | +0.114 |       |
| 4    | Marc Jurczyk     | Allemagne      | +0.529 |       |
| 5    | James Hedgcock   | Canada         | +0.554 |       |
| 6    | Jean Spies       | Afrique du Sud | +0.699 |       |

| Rang | Cycliste           | Pays              | Écart  | Notes |
| ---- | ------------------ | ----------------- | ------ | ----- |
| 1    | Kevin Quintero     | Colombie          |        | Q     |
| 2    | Kaiya Ota          | Japon             | +0.066 | Q     |
| 3    | Jai Angsuthasawit  | Thaïlande         | +0.124 |       |
| 4    | Nicholas Paul      | Trinité-et-Tobago | +0.192 |       |
| 5    | Matthew Richardson | Australie         | +0.314 |       |

| Rang | Cycliste            | Pays              | Écart  | Notes |
| ---- | ------------------- | ----------------- | ------ | ----- |
| 1    | Jair Tjon En Fa     | Suriname          |        | Q     |
| 2    | Maximilian Dörnbach | Allemagne         | +0.158 | Q     |
| 3    | Kwesi Browne        | Trinité-et-Tobago | +0.205 |       |
| 4    | Santiago Ramírez    | Colombie          | +0.302 |       |
| 5    | Thomas Cornish      | Australie         | +0.663 |       |
| 6    | Tijmen van Loon     | Pays-Bas          | +0.804 |       |

- Repêchages[8]

Les deux premiers coureurs de chaque série se qualifient pour les quarts de finale, les autres sont éliminés.
| Rang | Cycliste         | Pays             | Écart   | Notes |
| ---- | ---------------- | ---------------- | ------- | ----- |
| 1    | Harrie Lavreysen | Pays-Bas         |         | Q     |
| 2    | Sam Dakin        | Nouvelle-Zélande | +0.340  | Q     |
| 3    | Jean Spies       | Afrique du Sud   | +0.377  |       |
|      | Santiago Ramírez | Colombie         | +25.054 |       |

| Rang | Cycliste               | Pays              | Écart  | Notes |
| ---- | ---------------------- | ----------------- | ------ | ----- |
| 1    | Mikhail Iakovlev       | Israël            |        | Q     |
| 2    | Thomas Cornish         | Australie         | +0.388 | Q     |
| 3    | Kwesi Browne           | Trinité-et-Tobago | +0.506 |       |
| 4    | Muhammad Ridwan Sahrom | Malaisie          | +0.522 |       |
| 5    | Esow Alban             | Inde              | +0.685 |       |

| Rang | Cycliste           | Pays      | Écart  | Notes |
| ---- | ------------------ | --------- | ------ | ----- |
| 1    | Matthew Richardson | Australie |        | Q     |
| 2    | Marc Jurczyk       | Allemagne | +0.140 | Q     |
| 3    | Jai Angsuthasawit  | Thaïlande | +0.240 |       |
| 4    | James Hedgcock     | Canada    | +1.533 |       |

| Rang | Cycliste          | Pays              | Écart  | Notes |
| ---- | ----------------- | ----------------- | ------ | ----- |
| 1    | Sebastien Vigier  | France            |        | Q     |
| 2    | Tijmen van Loon   | Pays-Bas          | +0.051 | Q     |
| 3    | Muhammad Sahrom   | Malaisie          | +0.123 |       |
| 4    | Nicholas Paul     | Trinité-et-Tobago | +0.123 |       |
| 5    | Sergey Ponomaryov | Kazakhstan        | +0.298 |       |

- Quarts de finale[9]

Les quatre premiers coureurs de chaque série se qualifient pour les demi-finales, les autres sont éliminés.
| Rang | Cycliste           | Pays            | Écart  | Notes |
| ---- | ------------------ | --------------- | ------ | ----- |
| 1    | Matthew Richardson | Australie       |        | Q     |
| 2    | Jack Carlin        | Grande-Bretagne | +0.009 | Q     |
| 3    | Kaiya Ota          | Japon           | +0.096 | Q     |
| 4    | Mikhail Iakovlev   | Israël          | +0.303 | Q     |
| 5    | Jair Tjon En Fa    | Suriname        | +0.351 |       |
| 6    | Tijmen van Loon    | Pays-Bas        | +0.470 |       |

| Rang | Cycliste            | Pays             | Écart  | Notes |
| ---- | ------------------- | ---------------- | ------ | ----- |
| 1    | Jeffrey Hoogland    | Pays-Bas         |        | Q     |
| 2    | Shinji Nakano       | Japon            | +0.000 | Q     |
| 3    | Azizulhasni Awang   | Malaisie         | +0.145 | Q     |
| 4    | Thomas Cornish      | Australie        | +0.228 | Q     |
| 5    | Sam Dakin           | Nouvelle-Zélande | +0.314 |       |
| 6    | Maximilian Dörnbach | Allemagne        | +1.063 |       |

| Rang | Cycliste         | Pays            | Écart  | Notes |
| ---- | ---------------- | --------------- | ------ | ----- |
| 1    | Harrie Lavreysen | Pays-Bas        |        | Q     |
| 2    | Kevin Quintero   | Colombie        | +0.027 | Q     |
| 3    | Hamish Turnbull  | Grande-Bretagne | +0.156 | Q     |
| 4    | Matthew Glaetzer | Australie       | +0.170 | Q     |
| 5    | Sebastien Vigier | France          | +0.282 |       |
| 6    | Marc Jurczyk     | Allemagne       | +0.409 |       |

- Demi-finales[10]

Les trois premiers coureurs de chaque série se qualifient pour la finale, les autres vont en match de classement 7 à 12.
| Rang | Cycliste          | Pays            | Écart  | Notes |
| ---- | ----------------- | --------------- | ------ | ----- |
| 1    | Kevin Quintero    | Colombie        |        | Q     |
| 2    | Jack Carlin       | Grande-Bretagne | +0.001 | Q     |
| 3    | Harrie Lavreysen  | Pays-Bas        | +0.056 | Q     |
| 4    | Azizulhasni Awang | Malaisie        | +0.089 |       |
| 5    | Kaiya Ota         | Japon           | +0.165 |       |
| 6    | Thomas Cornish    | Australie       | +0.218 |       |

| Rang | Cycliste           | Pays            | Écart  | Notes |
| ---- | ------------------ | --------------- | ------ | ----- |
| 1    | Matthew Richardson | Australie       |        | Q     |
| 2    | Shinji Nakano      | Japon           | +0.083 | Q     |
| 3    | Jeffrey Hoogland   | Pays-Bas        | +0.135 | Q     |
| 4    | Matthew Glaetzer   | Australie       | +0.161 |       |
| 5    | Mikhail Iakovlev   | Israël          | +0.294 |       |
| 6    | Hamish Turnbull    | Grande-Bretagne | +0.582 |       |

| Rang               | Coureur            | Pays            | Écart  | Notes |
| ------------------ | ------------------ | --------------- | ------ | ----- |
| Finale 1-6         |                    |                 |        |       |
| Médaille d'or      | Kevin Quintero     | Colombie        |        |       |
| Médaille d'argent  | Matthew Richardson | Australie       | +0.214 |       |
| Médaille de bronze | Shinji Nakano      | Japon           | +0.252 |       |
| 4                  | Harrie Lavreysen   | Pays-Bas        | +0.329 |       |
| 5                  | Jack Carlin        | Grande-Bretagne | +0.397 |       |
| 6                  | Jeffrey Hoogland   | Pays-Bas        | +0.622 |       |
| Finale 7-12        |                    |                 |        |       |
| 7                  | Matthew Glaetzer   | Australie       |        |       |
| 8                  | Kaiya Ota          | Japon           | +0.006 |       |
| 9                  | Azizulhasni Awang  | Malaisie        | +0.091 |       |
| 10                 | Thomas Cornish     | Australie       | +0.375 |       |
| 11                 | Mikhail Iakovlev   | Israël          | +0.383 |       |
| 12                 | Hamish Turnbull    | Grande-Bretagne | +0.534 |       |

#### Vitesse individuelle
| Rang | Coureur                      | Pays              | Temps  | Écart  | Notes |
| ---- | ---------------------------- | ----------------- | ------ | ------ | ----- |
| 1    | Harrie Lavreysen             | Pays-Bas          | 9.374  |        | Q     |
| 2    | Mateusz Rudyk                | Pologne           | 9.527  | +0.153 | Q     |
| 3    | Nicholas Paul                | Trinité-et-Tobago | 9.529  | +0.155 | Q     |
| 4    | Azizulhasni Awang            | Malaisie          | 9.584  | +0.210 | Q     |
| 5    | Jack Carlin                  | Grande-Bretagne   | 9.606  | +0.232 | Q     |
| 6    | Jair Tjon En Fa              | Suriname          | 9.630  | +0.256 | Q     |
| 7    | Maximilian Dörnbach          | Allemagne         | 9.657  | +0.283 | Q     |
| 8    | Matthew Richardson           | Australie         | 9.696  | +0.322 | Q     |
| 9    | Mikhail Iakovlev             | Israël            | 9.726  | +0.352 | Q     |
| 10   | Kaiya Ota                    | Japon             | 9.728  | +0.354 | Q     |
| 11   | Joseph Truman                | Grande-Bretagne   | 9.728  | +0.354 | Q     |
| 12   | Kevin Quintero               | Colombie          | 9.739  | +0.365 | Q     |
| 13   | Thomas Cornish               | Australie         | 9.748  | +0.374 | Q     |
| 14   | Ryan Dodyk                   | Canada            | 9.761  | +0.387 | Q     |
| 15   | Kohei Teraskaki              | Japon             | 9.765  | +0.391 | Q     |
| 16   | Vasilijus Lendel             | Lituanie          | 9.781  | +0.407 | Q     |
| 17   | Matthew Glaetzer             | Australie         | 9.785  | +0.411 | Q     |
| 18   | Nick Wammes                  | Canada            | 9.797  | +0.423 | Q     |
| 19   | Jeffrey Hoogland             | Pays-Bas          | 9.801  | +0.427 | Q     |
| 20   | Rayan Helal                  | France            | 9.802  | +0.428 | Q     |
| 21   | Cristian Ortega              | Colombie          | 9.823  | +0.449 | Q     |
| 22   | Sándor Szalontay             | Hongrie           | 9.854  | +0.480 | Q     |
| 23   | Sébastien Vigier             | France            | 9.881  | +0.507 | Q     |
| 24   | Martin Čechman               | Tchéquie          | 9.887  | +0.513 | Q     |
| 25   | Muhammad Shah Firdaus Sahrom | Malaisie          | 9.900  | +0.526 | Q     |
| 26   | Jai Angsuthasawit            | Thaïlande         | 9.904  | +0.530 | Q     |
| 27   | Rafał Sarnecki               | Pologne           | 9.905  | +0.531 | Q     |
| 28   | Sam Dakin                    | Nouvelle-Zélande  | 9.908  | +0.534 | Q     |
| 29   | Mattia Predomo               | Italie            | 9.947  | +0.573 |       |
| 30   | Willy Weinrich               | Allemagne         | 9.997  | +0.623 |       |
| 31   | Tijmen van Loon              | Pays-Bas          | 10.001 | +0.627 |       |
| 32   | Alejandro Martínez           | Espagne           | 10.056 | +0.682 |       |
| 33   | Jean Spies                   | Afrique du Sud    | 10.097 | +0.723 |       |
| 34   | Kwesi Browne                 | Trinité-et-Tobago | 10.197 | +0.823 |       |
| 35   | Fadhil Zonis                 | Malaisie          | 10.225 | +0.851 |       |

| Série | Rang | Coureur                      | Pays             | Temps  | Notes |
| ----- | ---- | ---------------------------- | ---------------- | ------ | ----- |
| 1     | 1    | Jack Carlin                  | Grande-Bretagne  |        | Q     |
| 1     | 2    | Sam Dakin                    | Nouvelle-Zélande | +0.086 |       |
| 2     | 1    | Jair Tjon En Fa              | Suriname         |        | Q     |
| 2     | 2    | Rafał Sarnecki               | Pologne          | +0.047 |       |
| 3     | 1    | Maximilian Dörnbach          | Allemagne        |        | Q     |
| 3     | 2    | Jai Angsuthasawit            | Thaïlande        | +0.520 |       |
| 4     | 1    | Matthew Richardson           | Australie        |        | Q     |
| 4     | 2    | Muhammad Shah Firdaus Sahrom | Malaisie         | +0.119 |       |
| 5     | 1    | Mikhail Iakovlev             | Israël           |        | Q     |
| 5     | 2    | Martin Čechman               | Tchéquie         | +0.139 |       |
| 6     | 1    | Kaiya Ota                    | Japon            |        | Q     |
| 6     | 2    | Sébastien Vigier             | France           | +0.050 |       |
| 7     | 1    | Joseph Truman                | Grande-Bretagne  |        | Q     |
| 7     | 2    | Sándor Szalontay             | Hongrie          | +0.150 |       |
| 8     | 1    | Kevin Quintero               | Colombie         |        | Q     |
| 8     | 2    | Cristian Ortega              | Colombie         | +0.021 |       |
| 9     | 1    | Thomas Cornish               | Australie        |        | Q     |
| 9     | 2    | Rayan Helal                  | France           | +0.096 |       |
| 10    | 1    | Jeffrey Hoogland             | Pays-Bas         |        | Q     |
| 10    | 2    | Ryan Dodyk                   | Canada           | +0.088 |       |
| 11    | 1    | Kohei Teraskaki              | Japon            |        | Q     |
| 11    | 2    | Nick Wammes                  | Canada           | +0.055 |       |
| 12    | 1    | Matthew Glaetzer             | Australie        |        | Q     |
| 12    | 2    | Vasilijus Lendel             | Lituanie         | +0.076 |       |

| Série | Rang | Coureur             | Pays              | Temps  | Notes |
| ----- | ---- | ------------------- | ----------------- | ------ | ----- |
| 1     | 1    | Harrie Lavreysen    | Pays-Bas          |        | Q     |
| 1     | 2    | Matthew Glaetzer    | Australie         | +0.046 |       |
| 2     | 1    | Mateusz Rudyk       | Pologne           |        | Q     |
| 2     | 2    | Kohei Teraskaki     | Japon             | +0.003 |       |
| 3     | 1    | Nicholas Paul       | Trinité-et-Tobago |        | Q     |
| 3     | 2    | Jeffrey Hoogland    | Pays-Bas          | +0.193 |       |
| 4     | 1    | Thomas Cornish      | Australie         |        | Q     |
| 4     | 2    | Azizulhasni Awang   | Malaisie          |        | DSQ   |
| 5     | 1    | Jack Carlin         | Grande-Bretagne   |        | Q     |
| 5     | 2    | Kevin Quintero      | Colombie          | +0.035 |       |
| 6     | 1    | Joseph Truman       | Grande-Bretagne   |        | Q     |
| 6     | 2    | Jair Tjon En Fa     | Suriname          | +0.003 |       |
| 7     | 1    | Kaiya Ota           | Japon             |        | Q     |
| 7     | 2    | Maximilian Dörnbach | Allemagne         | +0.072 |       |
| 8     | 1    | Matthew Richardson  | Australie         |        | Q     |
| 8     | 2    | Mikhail Iakovlev    | Israël            | +0.079 |       |

| Série | Rang | Coureur            | Pays              | Manche 1 | Manche 2 | Manche 3 | Notes |
| ----- | ---- | ------------------ | ----------------- | -------- | -------- | -------- | ----- |
| 1     | 1    | Harrie Lavreysen   | Pays-Bas          | X        | X        |          | Q     |
| 1     | 2    | Matthew Richardson | Australie         | +0.324   | +0.040   |          |       |
| 2     | 1    | Mateusz Rudyk      | Pologne           | X        | X        |          | Q     |
| 2     | 2    | Kaiya Ota          | Japon             | +0.052   | +0.006   |          |       |
| 3     | 1    | Nicholas Paul      | Trinité-et-Tobago | X        | X        |          | Q     |
| 3     | 2    | Joseph Truman      | Grande-Bretagne   | +0.265   | +0.061   |          |       |
| 4     | 1    | Jack Carlin        | Grande-Bretagne   | X        | X        |          | Q     |
| 4     | 2    | Thomas Cornish     | Australie         | +0.032   | +0.061   |          |       |

| Série | Rang | Coureur          | Pays              | Manche 1 | Manche 2 | Manche 3 | Notes |
| ----- | ---- | ---------------- | ----------------- | -------- | -------- | -------- | ----- |
| 1     | 1    | Harrie Lavreysen | Pays-Bas          | X        | X        |          | Q     |
| 1     | 2    | Jack Carlin      | Grande-Bretagne   | +0.505   | +0.041   |          |       |
| 2     | 1    | Nicholas Paul    | Trinité-et-Tobago | X        | X        |          | Q     |
| 2     | 2    | Mateusz Rudyk    | Pologne           | +0.192   | +0.380   |          |       |

| Rang                             | Coureur          | Pays              | Manche 1 | Manche 2 | Manche 3 |
| -------------------------------- | ---------------- | ----------------- | -------- | -------- | -------- |
| Match pour la médaille d'or      |                  |                   |          |          |          |
| Médaille d'or                    | Harrie Lavreysen | Pays-Bas          | X        | X        |          |
| Médaille d'argent                | Nicholas Paul    | Trinité-et-Tobago | +0.061   | +0.100   |          |
| Match pour la médaille de bronze |                  |                   |          |          |          |
| Médaille de bronze               | Jack Carlin      | Grande-Bretagne   | X        | X        |          |
| 4                                | Mateusz Rudyk    | Pologne           | +0.030   | +0.010   |          |

#### Vitesse par équipes
Légende
- Q : qualifiés pour le premier tour
- QG : qualifiés pour la finale A
- QB : qualifiés pour la finale B

Lors du tour de qualification, les 8 meilleures équipes se qualifient pour le 1er tour (Q). Au cours de celui-ci, les séries se courent selon le rang occupé à l'issue des qualifications : 4e contre 5e, 3e contre 6e, 2e contre 7e et 1re contre 8e. Les vainqueurs de chaque série sont classés en fonction de leur temps : les deux meilleures équipes se qualifient pour la finale (QG) et les deux autres pour le match pour la médaille de bronze (QB).
| Rang | Équipe                                                          | Temps  | Écart  | Notes |
| ---- | --------------------------------------------------------------- | ------ | ------ | ----- |
| 1    | Pays-Bas Roy van den Berg Harrie Lavreysen Jeffrey Hoogland     | 42.046 |        | Q     |
| 2    | Australie Leigh Hoffman Matthew Glaetzer Thomas Cornish         | 42.531 | +0.485 | Q     |
| 3    | Pologne Maciej Bielecki Mateusz Rudyk Patryk Rajkowski          | 42.916 | +0.870 | Q     |
| 4    | Japon Yoshitaku Nagasako Kaiya Ota Yuta Obara                   | 42.961 | +0.915 | Q     |
| 5    | France Florian Grengbo Sébastien Vigier Rayan Helal             | 42.965 | +0.919 | Q     |
| 6    | Grande-Bretagne Alistair Fielding Hamish Turnbull Joseph Truman | 42.973 | +0.927 | Q     |
| 7    | Allemagne Luca Spiegel Nik Schröter Maximilian Dörnbach         | 43.106 | +1.060 | Q     |
| 8    | Chine Guo Shuai Zhou Yu Xue Chenxi                              | 43.658 | +1.612 | Q     |
| 9    | Canada Tyler Rorke Nick Wammes James Hedgcock                   | 43.661 | +1.615 |       |
| 10   | Italie Daniele Napolitano Matteo Bianchi Mattia Predomo         | 43.749 | +1.703 |       |
| 11   | Tchéquie Matěj Bohuslávek Dominik Topinka Martin Čechman        | 43.893 | +1.847 |       |
| 12   | Colombie Carlos Echeverri Kevin Quintero Santiago Ramírez       | 43.999 | +1.953 |       |
| 13   | Mexique Jafet López Edgar Verdugo Juan Ruiz                     | 44.411 | +2.365 |       |
| 14   | Malaisie Umar Hasbullah Muhammad Ridwan Sahrom Fadhil Zonis     | 44.583 | +2.537 |       |
| 15   | Espagne José Moreno Alejandro Martínez Ekain Jiménez            | 44.640 | +2.594 |       |
| 16   | Inde Rojit Singh Ronaldo Laitonjam David Elkathchoongo          | 45.692 | +3.023 |       |
| 17   | Lituanie Laurynas Vinskas Justas Beniušis Vasilijus Lendel      | 45.069 | +3.646 |       |
| 18   | Égypte Ahmed Saad Hussein Hassan Mahmoud Bakr                   | 48.828 | +6.782 |       |

| Série | Rang | Équipe                                                        | Temps  | Notes |
| ----- | ---- | ------------------------------------------------------------- | ------ | ----- |
| 1     | 1    | France Florian Grengbo Sébastien Vigier Rayan Helal           | 42.757 | QB    |
| 1     | 2    | Japon Yoshitaku Nagasako Kaiya Ota Yuta Obara                 | 42.948 |       |
| 2     | 1    | Grande-Bretagne Alistair Fielding Hamish Turnbull Jack Carlin | 42.821 | QB    |
| 2     | 2    | Pologne Maciej Bielecki Mateusz Rudyk Patryk Rajkowski        | 43.853 |       |
| 3     | 1    | Australie Leigh Hoffman Matthew Richardson Matthew Glaetzer   | 42.130 | QG    |
| 3     | 2    | Allemagne Luca Spiegel Nik Schröter Maximilian Dörnbach       | 42.920 |       |
| 4     | 1    | Pays-Bas Roy van den Berg Harrie Lavreysen Jeffrey Hoogland   | 41.847 | QG    |
| 4     | 2    | Chine Guo Shuai Zhou Yu Xue Chenxi                            | 43.490 |       |

| Rang                             | Équipe                                                          | Temps  | Écart | Notes |
| -------------------------------- | --------------------------------------------------------------- | ------ | ----- | ----- |
| Match pour la médaille d'or      |                                                                 |        |       |       |
| Médaille d'or                    | Pays-Bas Roy van den Berg Harrie Lavreysen Jeffrey Hoogland     | 41.647 |       |       |
| Médaille d'argent                | Australie Leigh Hoffman Matthew Richardson Matthew Glaetzer     | 41.682 |       |       |
| Match pour la médaille de bronze |                                                                 |        |       |       |
| Médaille de bronze               | France Florian Grengbo Sébastien Vigier Rayan Helal             | 42.583 |       |       |
| 4                                | Grande-Bretagne Alistair Fielding Hamish Turnbull Joseph Truman | 42.946 |       |       |

#### Poursuite individuelle
Légende
- Q : qualifié pour la finale A
- q : qualifié pour la finale B

| Rang | Coureur              | Pays             | Temps    | Écart   | Notes |
| ---- | -------------------- | ---------------- | -------- | ------- | ----- |
| 1    | Filippo Ganna        | Italie           | 4:01.344 |         | Q     |
| 2    | Daniel Bigham        | Grande-Bretagne  | 4:02.961 | +1.617  | Q     |
| 3    | Jonathan Milan       | Italie           | 4:06.393 | +5.049  | q     |
| 4    | Ivo Oliveira         | Portugal         | 4:06.407 | +5.063  | q     |
| 5    | Tobias Buck-Gramcko  | Allemagne        | 4:07.626 | +6.282  |       |
| 6    | Conor Leahy          | Australie        | 4:08.593 | +7.249  |       |
| 7    | Oliver Bleddyn       | Australie        | 4:09.606 | +8.262  |       |
| 8    | Felix Groß           | Allemagne        | 4:09.800 | +8.456  |       |
| 9    | Chris Ernst          | Canada           | 4:10.281 | +8.937  |       |
| 10   | Manlio Moro          | Italie           | 4:10.460 | +9.116  |       |
| 11   | Tom Sexton           | Nouvelle-Zélande | 4:11.793 | +10.449 |       |
| 12   | Corentin Ermenault   | France           | 4:12.341 | +10.997 |       |
| 13   | Claudio Imhof        | Suisse           | 4:13.157 | +11.813 |       |
| 14   | Kacper Majewski      | Pologne          | 4:13.544 | +12.200 |       |
| 15   | Kazushige Kuboki     | Japon            | 4:13.708 | +12.364 |       |
| 16   | Niccolò Galli        | Italie           | 4:14.830 | +13.486 |       |
| 17   | Michael Foley        | Canada           | 4:15.609 | +14.265 |       |
| 18   | Carson Mattern       | Canada           | 4:17.896 | +16.552 |       |
| 19   | Zhang Haiao          | Chine            | 4:17.897 | +16.553 |       |
| 20   | Juan Esteban Arango  | Colombie         | 4:21.752 | +20.408 |       |
| 21   | Joan Martí Bennassar | Espagne          | 4:21.951 | +20.607 |       |
| 22   | Shoi Matsuda         | Japon            | 4:21.963 | +20.619 |       |
| 23   | Ramis Dinmukhametov  | Kazakhstan       | 4:28.720 | +27.376 |       |
| 24   | Vitālijs Korņilovs   | Lettonie         | 4:31.444 | +30.100 |       |
| 25   | Lotfi Tchambaz       | Algérie          | 4:34.561 | +33.217 |       |
| 26   | Qiu Zhentao          | Chine            | 4:36.644 | +35.300 |       |
| 27   | Valère Thiébaud      | Suisse           | 4:46.943 | +45.599 |       |

| Course pour la médaille d'or      |                |                 |          |        |
| Médaille d'or                     | Filippo Ganna  | Italie          | 4:01.976 |        |
| Médaille d'argent                 | Daniel Bigham  | Grande-Bretagne | 4:02.030 | +0.054 |
| Course pour la médaille de bronze |                |                 |          |        |
| Médaille de bronze                | Jonathan Milan | Italie          | 4:05.868 |        |
| 4                                 | Ivo Oliveira   | Portugal        | 4:08.469 | +2.601 |

#### Poursuite par équipes
Légende
- Q : qualifiés pour le premier tour
- QG : qualifiés pour la finale A
- QB : qualifiés pour la finale B

Lors du tour de qualification, les 8 meilleures équipes se qualifient pour le 1er tour (Q).
Au premier tour, les équipes courent selon le rang occupé à l'issue des qualifications : 6 contre 7, 5 contre 8, 2 contre 3, 1 contre 4. Les vainqueurs des deux dernières séries (3 et 4) se qualifient pour la finale pour la médaille d'or (QG), tandis que les deux meilleurs temps parmi les six autres équipes se qualifient pour la finale pour la médaille de bronze (QB).
| Rang | Équipe                                                                      | Temps    | Écart   | Notes   |
| ---- | --------------------------------------------------------------------------- | -------- | ------- | ------- |
| 1    | Danemark Niklas Larsen Carl-Frederik Bévort Frederik Madsen Rasmus Pedersen | 3:46.816 |         | Q       |
| 2    | Nouvelle-Zélande Aaron Gate Campbell Stewart Tom Sexton Nick Kergozou       | 3:49.113 |         | Q       |
| 3    | Italie Simone Consonni Filippo Ganna Francesco Lamon Jonathan Milan         | 3:50.408 |         | Q       |
| 4    | Australie Oliver Bleddyn Kelland O'Brien Josh Duffy Conor Leahy             | 3:50.488 |         | Q       |
| 5    | France Benjamin Thomas Thomas Denis Corentin Ermenault Valentin Tabellion   | 3:50.913 |         | Q       |
| 6    | Canada Dylan Bibic Mathias Guillemette Michael Foley Derek Gee              | 3:51.180 |         | Q       |
| 7    | Allemagne Theo Reinhardt Benjamin Boos Tobias Buck-Gramcko Felix Groß       | 3:52.896 |         | Q       |
| 8    | Japon Eiya Hashimoto Kazushige Kuboki Naoki Kojima Shoi Matsuda             | 3:53.244 |         | Q       |
| 9    | Belgique Gianluca Pollefliet Thibaut Bernard Tuur Dens Noah Vandenbranden   | 3:53.578 |         |         |
| 10   | Chine Sun Haijiao Sun Wentao Yang Yang Zhang Haiao                          | 3:55.976 |         |         |
| 11   | Suisse Valère Thiébaud Simon Vitzthum Claudio Imhof Alex Vogel              | 3:57.103 |         |         |
| 12   | États-Unis Gavin Hoover Colby Lange Anders Johnson Grant Koontz             | 3:59.295 |         |         |
| 13   | Espagne Francesc Bennassar Joan Martí Bennassar Beñat Garaiar Álvaro Navas  | 4:03.379 |         |         |
| –    | Grande-Bretagne Oliver Wood Ethan Vernon Daniel Bigham Charlie Tanfield     | Abandon  | Abandon | Abandon |

| Rang | Série | Équipe                                                                        | Temps    | Écart  | Notes |
| ---- | ----- | ----------------------------------------------------------------------------- | -------- | ------ | ----- |
| 1    | 1     | Canada Mathias Guillemette Michael Foley Derek Gee Carson Mattern             | 3:50.079 |        |       |
| 1    | 2     | Allemagne Theo Reinhardt Tobias Buck-Gramcko Joachim Eilers Felix Groß        | 3:51.282 | +1.203 |       |
| 2    | 1     | France Benjamin Thomas Thomas Denis Corentin Ermenault Valentin Tabellion     | 3:49.294 |        |       |
| 2    | 2     | Japon Eiya Hashimoto Kazushige Kuboki Naoki Kojima Shoi Matsuda               | 3:51.650 | +2.356 |       |
| 3    | 1     | Italie Filippo Ganna Francesco Lamon Jonathan Milan Manlio Moro               | 3:46.855 |        | QG    |
| 3    | 2     | Nouvelle-Zélande Aaron Gate Campbell Stewart Tom Sexton Nick Kergozou         | 3:48.218 | +1.363 | QB    |
| 4    | 1     | Danemark Niklas Larsen Carl-Frederik Bévort Lasse Norman Leth Rasmus Pedersen | 3:45.634 |        | QG    |
| 4    | 2     | Australie Oliver Bleddyn Kelland O'Brien Conor Leahy Sam Welsford             | 3:48.230 | +2.596 | QB    |

| Rang                             | Équipe                                                                        | Temps    | Écart    | Notes |
| -------------------------------- | ----------------------------------------------------------------------------- | -------- | -------- | ----- |
| Match pour la médaille d'or      |                                                                               |          |          |       |
| Médaille d'or                    | Danemark Niklas Larsen Carl-Frederik Bévort Lasse Norman Leth Rasmus Pedersen | 3:45.161 |          |       |
| Médaille d'argent                | Italie Filippo Ganna Francesco Lamon Jonathan Milan Manlio Moro               | 3:47.396 | +2.235   |       |
| Match pour la médaille de bronze |                                                                               |          |          |       |
| Médaille de bronze               | Nouvelle-Zélande Aaron Gate Campbell Stewart Tom Sexton Nick Kergozou         |          |          |       |
| 4                                | Australie Oliver Bleddyn Kelland O'Brien Josh Duffy Sam Welsford              |          | rejoints |       |

#### Course aux points
| Rang               | Coureur               | Pays             | Points au tour | Points au sprint | Total   |
| ------------------ | --------------------- | ---------------- | -------------- | ---------------- | ------- |
| Médaille d'or      | Aaron Gate            | Nouvelle-Zélande | 80             | 43               | 123     |
| Médaille d'argent  | Albert Torres         | Espagne          | 80             | 27               | 107     |
| Médaille de bronze | Fabio Van den Bossche | Belgique         | 80             | 15               | 95      |
| 4                  | Roger Kluge           | Allemagne        | 80             | 9                | 89      |
| 5                  | William Perrett       | Grande-Bretagne  | 60             | 15               | 75      |
| 6                  | Mathias Guillemette   | Canada           | 60             | 9                | 69      |
| 7                  | Naoki Kojima          | Japon            | 60             | 3                | 63      |
| 8                  | Bertold Drijver       | Hongrie          | 60             | 0                | 60      |
| 9                  | Yoeri Havik           | Pays-Bas         | 40             | 12               | 52      |
| 10                 | Michele Scartezzini   | Italie           | 40             | 7                | 47      |
| 11                 | Donavan Grondin       | France           | 20             | 21               | 41      |
| 12                 | Alon Yogev            | Israël           | 20             | 5                | 25      |
| 13                 | Wojciech Pszczolarski | Pologne          | 0              | 3                | 3       |
| 14                 | Gustav Johansson      | Suède            | 0              | 2                | 2       |
| 15                 | Adam Křenek           | Tchéquie         | 0              | 1                | 1       |
| 16                 | Colby Lange           | États-Unis       | 0              | 0                | 0       |
| 18                 | Artyom Zakharov       | Kazakhstan       | –20            | 5                | –15     |
| 19                 | Daniel Crista         | Roumanie         | –20            | 2                | –18     |
| 20                 | Facundo Lezica        | Argentine        | –20            | 0                | –20     |
| 21                 | Mykyta Yakovlev       | Ukraine          | –20            | 0                | –20     |
| —                  | Lotfi Tchambaz        | Algérie          | Abandon        | Abandon          | Abandon |
| —                  | Simon Vitzthum        | Suisse           | Abandon        | Abandon          | Abandon |
| —                  | Juan Arango           | Colombie         | Abandon        | Abandon          | Abandon |
| —                  | Joshua Duffy          | Australie        | Abandon        | Abandon          | Abandon |

#### Américaine
| Rang               | Cyclistes                              | Pays             | Points au tour | Points au sprint | Total   |
| ------------------ | -------------------------------------- | ---------------- | -------------- | ---------------- | ------- |
| Médaille d'or      | Jan Willem van Schip Yoeri Havik       | Pays-Bas         | 0              | 37               | 37      |
| Médaille d'argent  | Oliver Wood Mark Stewart               | Grande-Bretagne  | 0              | 35               | 35      |
| Médaille de bronze | Aaron Gate Campbell Stewart            | Nouvelle-Zélande | 0              | 34               | 34      |
| 4                  | Lindsay De Vylder Robbe Ghys           | Belgique         | 0              | 32               | 32      |
| 5                  | Lasse Norman Leth Michael Mørkøv       | Danemark         | 0              | 28               | 28      |
| 6                  | Benjamin Thomas Thomas Boudat          | France           | 0              | 16               | 16      |
| 7                  | Roger Kluge Theo Reinhardt             | Allemagne        | 0              | 14               | 14      |
| 8                  | Sebastián Mora Albert Torres Barceló   | Espagne          | 0              | 14               | 14      |
| 9                  | Elia Viviani Michele Scartezzini       | Italie           | 0              | 9                | 9       |
| 10                 | Rui Oliveira Ivo Oliveira              | Portugal         | 0              | 8                | 8       |
| 11                 | Felix Ritzinger Maximilian Schmidbauer | Autriche         | 0              | 0                | 0       |
| 12                 | Shunsuke Imamura Kazushige Kuboki      | Japon            | –40            | 3                | –37     |
| —                  | Alan Banaszek Szymon Sajnok            | Pologne          | Abandon        | Abandon          | Abandon |
| —                  | Denis Rugovac Jan Voneš                | Tchéquie         | Abandon        | Abandon          | Abandon |
| —                  | Claudio Imhof Lukas Rüegg              | Suisse           | Abandon        | Abandon          | Abandon |
| —                  | Leung Chun Wing Leung Ka Yu            | Hong Kong        | Abandon        | Abandon          | Abandon |
| —                  | Gavin Hoover Colby Lange               | États-Unis       | Abandon        | Abandon          | Abandon |
| —                  | Dylan Bibic Mathias Guillemette        | Canada           | Abandon        | Abandon          | Abandon |

#### Scratch
| Rang               | Coureur             | Pays                | Tours   |
| ------------------ | ------------------- | ------------------- | ------- |
| Médaille d'or      | William Tidball     | Grande-Bretagne     |         |
| Médaille d'argent  | Kazushige Kuboki    | Japon               |         |
| Médaille de bronze | Tuur Dens           | Belgique            |         |
| 4                  | Roy Eefting         | Pays-Bas            |         |
| 5                  | Donavan Grondin     | France              |         |
| 6                  | Dylan Bibic         | Canada              |         |
| 7                  | Tobias Hansen       | Danemark            |         |
| 8                  | Tim Torn Teutenberg | Allemagne           |         |
| 9                  | Josh Duffy          | Australie           |         |
| 10                 | Alex Vogel          | Suisse              |         |
| 11                 | George Jackson      | Nouvelle-Zélande    |         |
| 12                 | Raphael Kokas       | Autriche            |         |
| 13                 | Jan Voneš           | Tchéquie            |         |
| 14                 | Michele Scartezzini | Italie              |         |
| 15                 | Albert Torres       | Espagne             |         |
| 16                 | Artyom Zakharov     | Kazakhstan          |         |
| 17                 | Terry Kusuma        | Indonésie           |         |
| –                  | Akil Campbell       | Trinité-et-Tobago   | Abandon |
| –                  | Ahmed Al Mansoori   | Émirats arabes unis | Abandon |
| –                  | Yacine Chalel       | Algérie             | Abandon |
| –                  | Vladislav Loginov   | Israël              | Abandon |
| –                  | Filip Prokopyszyn   | Pologne             | Abandon |
| –                  | Martin Chren        | Slovaquie           | Abandon |
| –                  | Grant Koontz        | États-Unis          | Abandon |

#### Omnium
| Rang | Coureur               | Pays                | Tours   | Points sur l'épreuve |
| ---- | --------------------- | ------------------- | ------- | -------------------- |
| 1    | Iúri Leitão           | Portugal            |         | 40                   |
| 2    | Oliver Wood           | Grande-Bretagne     |         | 38                   |
| 3    | Tim Torn Teutenberg   | Allemagne           |         | 36                   |
| 4    | Vincent Hoppezak      | Pays-Bas            |         | 34                   |
| 5    | Dylan Bibic           | Canada              |         | 32                   |
| 6    | Niklas Larsen         | Danemark            |         | 30                   |
| 7    | Campbell Stewart      | Nouvelle-Zélande    |         | 28                   |
| 8    | Shunsuke Imamura      | Japon               |         | 26                   |
| 9    | Sebastián Mora        | Espagne             |         | 24                   |
| 10   | Elia Viviani          | Italie              |         | 22                   |
| 11   | Kelland O'Brien       | Australie           |         | 20                   |
| 12   | Tim Wafler            | Autriche            |         | 18                   |
| 13   | Daniel Crista         | Roumanie            |         | 16                   |
| 14   | Alan Banaszek         | Pologne             |         | 14                   |
| 15   | Artyom Zakharov       | Kazakhstan          |         | 12                   |
| 16   | Benjamin Thomas       | France              |         | 10                   |
| 17   | Gavin Hoover          | États-Unis          |         | 8                    |
| 18   | Fabio Van Den Bossche | Belgique            |         | 6                    |
| 19   | Valère Thiébaud       | Suisse              |         | 4                    |
| 20   | Ricardo Peña          | Mexique             | −1      | 2                    |
| 21   | Leung Ka Yu           | Hong Kong           | Abandon | −39                  |
| 21   | Bernard Van Aert      | Indonésie           | Abandon | −39                  |
| 21   | Ahmed Al Mansoori     | Émirats arabes unis | Abandon | −39                  |
| 21   | Akil Campbell         | Trinité-et-Tobago   | Abandon | −39                  |

| Rang | Coureur               | Pays                | Points au tour | Points au sprint | Points total | Points sur l'épreuve |
| ---- | --------------------- | ------------------- | -------------- | ---------------- | ------------ | -------------------- |
| 1    | Iúri Leitão           | Portugal            | 20             | 12               | 32           | 40                   |
| 2    | Sebastián Mora        | Espagne             | 0              | 8                | 8            | 38                   |
| 3    | Shunsuke Imamura      | Japon               | 0              | 8                | 8            | 36                   |
| 4    | Niklas Larsen         | Danemark            | 0              | 6                | 6            | 34                   |
| 5    | Benjamin Thomas       | France              | 0              | 1                | 1            | 32                   |
| 6    | Fabio Van Den Bossche | Belgique            | 0              | 0                | 0            | 30                   |
| 7    | Dylan Bibic           | Canada              | 0              | 0                | 0            | 28                   |
| 8    | Vincent Hoppezak      | Pays-Bas            | 0              | 0                | 0            | 26                   |
| 9    | Elia Viviani          | Italie              | 0              | 0                | 0            | 24                   |
| 10   | Alan Banaszek         | Pologne             | 0              | 0                | 0            | 22                   |
| 11   | Oliver Wood           | Grande-Bretagne     | 0              | 0                | 0            | 20                   |
| 12   | Tim Torn Teutenberg   | Allemagne           | 0              | 0                | 0            | 18                   |
| 13   | Tim Wafler            | Autriche            | 0              | 0                | 0            | 16                   |
| 14   | Campbell Stewart      | Nouvelle-Zélande    | 0              | 0                | 0            | 14                   |
| 15   | Valère Thiébaud       | Suisse              | 0              | 0                | 0            | 12                   |
| 16   | Gavin Hoover          | États-Unis          | 0              | 0                | 0            | 10                   |
| 17   | Ricardo Peña          | Mexique             | 0              | 0                | 0            | 8                    |
| 18   | Daniel Crista         | Roumanie            | 0              | 0                | 0            | 6                    |
| 19   | Ahmed Al Mansoori     | Émirats arabes unis | 0              | 0                | 0            | 4                    |
| 20   | Akil Campbell         | Trinité-et-Tobago   | 0              | 0                | 0            | 2                    |
| 21   | Kelland O'Brien       | Australie           | 0              | 0                | 0            | 1                    |
| 22   | Artyom Zakharov       | Kazakhstan          | 0              | 0                | 0            | 1                    |
| 23   | Leung Ka Yu           | Hong Kong           | −20            | 0                | −20          | 1                    |
| 24   | Bernard Van Aert      | Indonésie           | −20            | 0                | −20          | 1                    |

| Rang | Coureur               | Pays                | Points sur l'épreuve |
| ---- | --------------------- | ------------------- | -------------------- |
| 1    | Campbell Stewart      | Nouvelle-Zélande    | 40                   |
| 2    | Iúri Leitão           | Portugal            | 38                   |
| 3    | Kelland O'Brien       | Australie           | 36                   |
| 4    | Dylan Bibic           | Canada              | 34                   |
| 5    | Vincent Hoppezak      | Pays-Bas            | 32                   |
| 6    | Sebastián Mora        | Espagne             | 30                   |
| 7    | Tim Torn Teutenberg   | Allemagne           | 28                   |
| 8    | Oliver Wood           | Grande-Bretagne     | 26                   |
| 9    | Benjamin Thomas       | France              | 24                   |
| 10   | Elia Viviani          | Italie              | 22                   |
| 11   | Shunsuke Imamura      | Japon               | 20                   |
| 12   | Tim Wafler            | Autriche            | 18                   |
| 13   | Fabio Van Den Bossche | Belgique            | 16                   |
| 14   | Artyom Zakharov       | Kazakhstan          | 14                   |
| 15   | Akil Campbell         | Trinité-et-Tobago   | 12                   |
| 16   | Bernard Van Aert      | Indonésie           | 10                   |
| 17   | Gavin Hoover          | États-Unis          | 8                    |
| 18   | Valère Thiébaud       | Suisse              | 6                    |
| 19   | Ricardo Peña          | Mexique             | 4                    |
| 20   | Daniel Crista         | Roumanie            | 2                    |
| 21   | Ahmed Al Mansoori     | Émirats arabes unis | 1                    |
| 22   | Niklas Larsen         | Danemark            | 1                    |
| 23   | Leung Ka Yu           | Hong Kong           | 1                    |
| 24   | Alan Banaszek         | Pologne             | 1                    |

| Rang               | Coureur               | Pays                | Points au tour | Points au sprint | Points total |
| ------------------ | --------------------- | ------------------- | -------------- | ---------------- | ------------ |
| Médaille d'or      | Iúri Leitão           | Portugal            | 60             | 9                | 187          |
| Médaille d'argent  | Benjamin Thomas       | France              | 80             | 25               | 185          |
| Médaille de bronze | Shunsuke Imamura      | Japon               | 80             | 11               | 173          |
| 4                  | Niklas Larsen         | Danemark            | 80             | 35               | 160          |
| 5                  | Vincent Hoppezak      | Pays-Bas            | 60             | 8                | 160          |
| 6                  | Elia Viviani          | Italie              | 80             | 12               | 158          |
| 7                  | Sebastián Mora        | Espagne             | 60             | 7                | 157          |
| 8                  | Fabio Van Den Bossche | Belgique            | 100            | 1                | 155          |
| 9                  | Oliver Wood           | Grande-Bretagne     | 60             | 0                | 144          |
| 10                 | Tim Torn Teutenberg   | Allemagne           | 40             | 6                | 128          |
| 11                 | Campbell Stewart      | Nouvelle-Zélande    | 40             | 3                | 125          |
| 12                 | Alan Banaszek         | Pologne             | 80             | 2                | 117          |
| 13                 | Dylan Bibic           | Canada              | 20             | 1                | 115          |
| 14                 | Tim Wafler            | Autriche            | 40             | 2                | 92           |
| 15                 | Kelland O'Brien       | Australie           | 20             | 0                | 75           |
| 16                 | Gavin Hoover          | États-Unis          | 40             | 5                | 71           |
| 17                 | Valère Thiébaud       | Suisse              | 20             | 1                | 47           |
| 18                 | Daniel Crista         | Roumanie            | 20             | 0                | 42           |
| 19                 | Artyom Zakharov       | Kazakhstan          | 0              | 0                | 25           |
| 20                 | Ricardo Peña          | Mexique             | 0              | 0                | 14           |
| 21                 | Bernard Van Aert      | Indonésie           | 0              | 3                | −25          |
| 22                 | Akil Campbell         | Trinité-et-Tobago   | 0              | 0                | −25          |
| –                  | Leung Ka Yu           | Hong Kong           | Abandon        | Abandon          | Abandon      |
| –                  | Ahmed Al Mansoori     | Émirats arabes unis | Abandon        | Abandon          | Abandon      |

#### Course à élimination
| Rang               | Coureur             | Pays              |
| ------------------ | ------------------- | ----------------- |
| Médaille d'or      | Ethan Vernon        | Grande-Bretagne   |
| Médaille d'argent  | Dylan Bibic         | Canada            |
| Médaille de bronze | Elia Viviani        | Italie            |
| 4                  | Matthijs Büchli     | Pays-Bas          |
| 5                  | George Jackson      | Nouvelle-Zélande  |
| 6                  | Jules Hesters       | Belgique          |
| 7                  | Claudio Imhof       | Suisse            |
| 8                  | Gavin Hoover        | États-Unis        |
| 9                  | Donavan Grondin     | France            |
| 10                 | Raphael Kokas       | Autriche          |
| 11                 | Tim Torn Teutenberg | Allemagne         |
| 12                 | Rotem Tene          | Israël            |
| 13                 | Eiya Hashimoto      | Japon             |
| 14                 | Edwin Sutherland    | Barbade           |
| 15                 | Josh Duffy          | Australie         |
| 16                 | Ramis Dinmukhametov | Kazakhstan        |
| 17                 | Mario Anguela       | Espagne           |
| 18                 | Yacine Chalel       | Algérie           |
| 19                 | Denis Rugovac       | Tchéquie          |
| 20                 | Leung Chun Wing     | Hong Kong         |
| 21                 | Kacper Majewski     | Pologne           |
| 22                 | Akil Campbell       | Trinité-et-Tobago |
| 23                 | Tobias Hansen       | Danemark          |
| 24                 | João Martins        | Portugal          |

### Femmes

#### 500 mètres
Les 8 meilleures coureuses se qualifient pour la finale (Q).
| Rang | Coureuse                 | Pays             | Temps  | Écart  | Notes |
| ---- | ------------------------ | ---------------- | ------ | ------ | ----- |
| 1    | Emma Hinze               | Allemagne        | 32.850 |        | Q     |
| 2    | Kristina Clonan          | Australie        | 33.004 | +0.154 | Q     |
| 3    | Sophie Capewell          | Grande-Bretagne  | 33.042 | +0.192 | Q     |
| 4    | Lea Sophie Friedrich     | Allemagne        | 33.336 | +0.486 | Q     |
| 5    | Pauline Grabosch         | Allemagne        | 33.371 | +0.521 | Q     |
| 6    | Guo Yufang               | Chine            | 33.375 | +0.525 | Q     |
| 7    | Jiang Yulu               | Chine            | 33.384 | +0.534 | Q     |
| 8    | Bao Shanju               | Chine            | 33.482 | +0.632 | Q     |
| 9    | Martha Bayona            | Colombie         | 33.546 | +0.696 |       |
| 10   | Taky Marie-Divine Kouamé | France           | 33.676 | +0.826 |       |
| 11   | Miriam Vece              | Italie           | 33.680 | +0.830 |       |
| 12   | Lauren Bell              | Grande-Bretagne  | 33.992 | +1.142 |       |
| 13   | Kyra Lamberink           | Pays-Bas         | 34.015 | +1.165 |       |
| 14   | Rebecca Petch            | Nouvelle-Zélande | 34.062 | +1.212 |       |
| 15   | Shanne Braspennincx      | Pays-Bas         | 34.143 | +1.293 |       |
| 16   | Mandy Marquardt          | États-Unis       | 34.456 | +1.606 |       |
| 17   | Jessica Salazar          | Mexique          | 34.469 | +1.619 |       |
| 18   | Veronika Jaborníková     | Tchéquie         | 34.678 | +1.828 |       |
| 19   | Nurul Mohd               | Malaisie         | 34.879 | +2.029 |       |
| 20   | Julie Michaux            | France           | 34.962 | +2.112 |       |
| 21   | Aki Sakai                | Japon            | 34.966 | +2.116 |       |
| 22   | Natalia Vera             | Argentine        | 35.246 | +2.396 |       |
| 23   | Yeung Cho Yiu            | Hong Kong        | 35.570 | +2.720 |       |
| 24   | Ese Ukpeseraye           | Nigeria          | 38.604 | +5.754 |       |
| 25   | Shahd Mohamed            | Égypte           | 38.697 | +5.847 |       |
| 26   | Tombrapa Grikpa          | Nigeria          | 39.958 | +7.108 |       |

| Rang               | Coureuse             | Pays            | Temps  | Écart  | Notes |
| ------------------ | -------------------- | --------------- | ------ | ------ | ----- |
| Médaille d'or      | Emma Hinze           | Allemagne       | 32.820 |        |       |
| Médaille d'argent  | Kristina Clonan      | Australie       | 32.956 | +0.136 |       |
| Médaille de bronze | Lea Sophie Friedrich | Allemagne       | 33.134 | +0.314 |       |
| 4                  | Sophie Capewell      | Grande-Bretagne | 33.256 | +0.436 |       |
| 5                  | Pauline Grabosch     | Allemagne       | 33.296 | +0.476 |       |
| 6                  | Bao Shanju           | Chine           | 33.378 | +0.558 |       |
| 7                  | Guo Yufang           | Chine           | 33.410 | +0.590 |       |
| 8                  | Jiang Yulu           | Chine           | 33.460 | +0.640 |       |

#### Keirin
- Premier tour[35]

Les deux premières coureuses de chaque série se qualifient pour les quarts de finale, toutes les autres vont en repêchage.
| Rang | Cycliste          | Pays      | Écart  | Notes |
| ---- | ----------------- | --------- | ------ | ----- |
| 1    | Lea Friedrich     | Allemagne |        | Q     |
| 2    | Hetty van de Wouw | Pays-Bas  | +0.091 | Q     |
| 3    | Nicky Degrendele  | Belgique  | +0.137 |       |
| 4    | Urszula Łoś       | Pologne   | +0.361 |       |
| 5    | Lauriane Genest   | Canada    | +0.524 |       |

| Rang | Cycliste                 | Pays      | Écart  | Notes |
| ---- | ------------------------ | --------- | ------ | ----- |
| 1    | Martha Bayona            | Colombie  |        | Q     |
| 2    | Kelsey Mitchell          | Canada    | +0.210 | Q     |
| 3    | Riyu Ohta                | Japon     | +0.857 |       |
| 4    | Taky Marie-Divine Kouamé | France    | +0.984 |       |
| 5    | Emma Hinze               | Allemagne | +1.185 |       |

| Rang | Cycliste         | Pays             | Écart  | Notes |
| ---- | ---------------- | ---------------- | ------ | ----- |
| 1    | Ellesse Andrews  | Nouvelle-Zélande |        | Q     |
| 2    | Katy Marchant    | Grande-Bretagne  | +0.022 | Q     |
| 3    | Marlena Karwacka | Pologne          | +0.160 |       |
| 4    | Mina Sato        | Japon            | +0.165 |       |
| 5    | Yeung Cho Yiu    | Hong Kong        | +0.318 |       |
| 6    | Miriam Vece      | Italie           | +0.329 |       |

| Rang | Cycliste        | Pays      | Écart  | Notes |
| ---- | --------------- | --------- | ------ | ----- |
| 1    | Kristina Clonan | Australie |        | Q     |
| 2    | Mathilde Gros   | France    | +0.043 | Q     |
| 3    | Daniela Gaxiola | Mexique   | +0.123 |       |
| 4    | Nurul Mohd      | Malaisie  | +0.262 |       |
| 5    | Fuko Umekawa    | Japon     |        | DSQ   |

| Rang | Cycliste                 | Pays            | Écart  | Notes |
| ---- | ------------------------ | --------------- | ------ | ----- |
| 1    | Emma Finucane            | Grande-Bretagne |        | Q     |
| 2    | Alessa-Catriona Pröpster | Allemagne       | +0.016 | Q     |
| 3    | Steffie van der Peet     | Pays-Bas        | +0.144 |       |
| 4    | Helena Casas             | Espagne         | +0.686 |       |
| 5    | Veronika Jaborníková     | Tchéquie        | +0.997 |       |

- Repêchages[36]

Les deux premières coureuses de chaque série se qualifient pour les quarts de finale, les autres sont éliminées.
| Rang | Cycliste                 | Pays     | Écart  | Notes |
| ---- | ------------------------ | -------- | ------ | ----- |
| 1    | Miriam Vece              | Italie   |        | Q     |
| 2    | Nicky Degrendele         | Belgique | +0.044 | Q     |
| 3    | Helena Casas             | Espagne  | +0.158 |       |
| 4    | Taky Marie-Divine Kouamé | France   | +0.296 |       |

| Rang | Cycliste             | Pays     | Écart  | Notes |
| ---- | -------------------- | -------- | ------ | ----- |
| 1    | Riyu Ohta            | Japon    |        | Q     |
| 2    | Lauriane Genest      | Canada   | +0.014 | Q     |
| 3    | Veronika Jaborníková | Tchéquie | +0.224 |       |
| 4    | Urszula Łoś          | Pologne  | +0.389 |       |

| Rang | Cycliste        | Pays      | Écart  | Notes |
| ---- | --------------- | --------- | ------ | ----- |
| 1    | Mina Sato       | Japon     |        | Q     |
| 2    | Daniela Gaxiola | Mexique   | +0.453 | Q     |
| 3    | Yeung Cho Yiu   | Hong Kong | +0.731 |       |
| 4    | Nurul Mohd      | Malaisie  | +0.836 |       |

| Rang | Cycliste             | Pays      | Écart  | Notes |
| ---- | -------------------- | --------- | ------ | ----- |
| 1    | Emma Hinze           | Allemagne |        | Q     |
| 2    | Steffie van der Peet | Pays-Bas  | +0.156 | Q     |
| 3    | Marlena Karwacka     | Pologne   | +0.349 |       |
| 4    | Fuko Umekawa         | Japon     | +0.641 |       |

- Quarts de finale[37]

Les quatre premières coureuses de chaque série se qualifient pour les demi-finales, les autres sont éliminées.
| Rang | Cycliste             | Pays            | Écart | Notes   |
| ---- | -------------------- | --------------- | ----- | ------- |
| 1    | Lea Friedrich        | Allemagne       |       | Q       |
| 2    | Steffie van der Peet | Pays-Bas        |       | Q       |
| 3    | Kelsey Mitchell      | Canada          |       | Q       |
| 4    | Mathilde Gros        | France          |       | Q       |
| 5    | Mina Sato            | Japon           |       | DSQ     |
| 6    | Emma Finucane        | Grande-Bretagne |       | Abandon |

| Rang | Cycliste                 | Pays            | Écart | Notes |
| ---- | ------------------------ | --------------- | ----- | ----- |
| 1    | Martha Bayona            | Colombie        |       | Q     |
| 2    | Hetty van de Wouw        | Pays-Bas        |       | Q     |
| 3    | Nicky Degrendele         | Belgique        |       | Q     |
| 4    | Alessa-Catriona Pröpster | Allemagne       |       | Q     |
| 5    | Daniela Gaxiola          | Mexique         |       |       |
| 6    | Katy Marchant            | Grande-Bretagne |       |       |

| Rang | Cycliste        | Pays             | Écart | Notes |
| ---- | --------------- | ---------------- | ----- | ----- |
| 1    | Emma Hinze      | Allemagne        |       | Q     |
| 2    | Ellesse Andrews | Nouvelle-Zélande |       | Q     |
| 3    | Riyu Ohta       | Japon            |       | Q     |
| 4    | Kristina Clonan | Australie        |       | Q     |
| 5    | Lauriane Genest | Canada           |       |       |
| 6    | Miriam Vece     | Italie           |       |       |

- Demi-finales[38]

Les trois premières coureuses de chaque série se qualifient pour la finale, les autres vont en match de classement 7 à 12.
| Rang | Cycliste                 | Pays             | Écart  | Notes |
| ---- | ------------------------ | ---------------- | ------ | ----- |
| 1    | Lea Friedrich            | Allemagne        |        | Q     |
| 2    | Ellesse Andrews          | Nouvelle-Zélande | +0.013 | Q     |
| 3    | Nicky Degrendele         | Belgique         | +0.106 | Q     |
| 4    | Riyu Ohta                | Japon            | +0.161 |       |
| 5    | Steffie van der Peet     | Pays-Bas         | +0.497 |       |
| 6    | Alessa-Catriona Pröpster | Allemagne        | +1.264 |       |

| Rang | Cycliste          | Pays      | Écart  | Notes |
| ---- | ----------------- | --------- | ------ | ----- |
| 1    | Martha Bayona     | Colombie  |        | Q     |
| 2    | Mathilde Gros     | France    | +0.042 | Q     |
| 3    | Hetty van de Wouw | Pays-Bas  | +0.086 | Q     |
| 4    | Kelsey Mitchell   | Canada    | +0.179 |       |
| 5    | Emma Hinze        | Allemagne | +0.332 |       |
| 6    | Kristina Clonan   | Australie | +0.441 |       |

| Rang               | Coureuse                 | Pays             | Écart  | Notes |
| ------------------ | ------------------------ | ---------------- | ------ | ----- |
| Finale 1-6         |                          |                  |        |       |
| Médaille d'or      | Ellesse Andrews          | Nouvelle-Zélande |        |       |
| Médaille d'argent  | Martha Bayona            | Colombie         | +0.010 |       |
| Médaille de bronze | Lea Friedrich            | Allemagne        | +0.104 |       |
| 4                  | Hetty van de Wouw        | Pays-Bas         | +0.112 |       |
| 5                  | Nicky Degrendele         | Belgique         | +0.140 |       |
| 6                  | Mathilde Gros            | France           | +0.267 |       |
| Finale 7-12        |                          |                  |        |       |
| 7                  | Kristina Clonan          | Australie        |        |       |
| 8                  | Steffie van der Peet     | Pays-Bas         | +0.132 |       |
| 9                  | Kelsey Mitchell          | Canada           | +0.168 |       |
| 10                 | Alessa-Catriona Pröpster | Allemagne        | +0.173 |       |
| 11                 | Riyu Ohta                | Japon            | +0.331 |       |
| 12                 | Emma Hinze               | Allemagne        | +0.498 |       |

#### Vitesse individuelle
| Rang | Cycliste                 | Pays             | Temps  | Écart  | Notes |
| ---- | ------------------------ | ---------------- | ------ | ------ | ----- |
| 1    | Emma Finucane            | Grande-Bretagne  | 10.234 |        | Q     |
| 2    | Sophie Capewell          | Grande-Bretagne  | 10.309 | +0.075 | Q     |
| 3    | Lea Friedrich            | Allemagne        | 10.397 | +0.163 | Q     |
| 4    | Yuan Liying              | Chine            | 10.507 | +0.273 | Q     |
| 5    | Emma Hinze               | Allemagne        | 10.533 | +0.299 | Q     |
| 6    | Mathilde Gros            | France           | 10.543 | +0.309 | Q     |
| 7    | Pauline Grabosch         | Allemagne        | 10.599 | +0.365 | Q     |
| 8    | Lauriane Genest          | Canada           | 10.612 | +0.378 | Q     |
| 9    | Guo Yufang               | Chine            | 10.654 | +0.420 | Q     |
| 10   | Ellesse Andrews          | Nouvelle-Zélande | 10.665 | +0.431 | Q     |
| 11   | Kelsey Mitchell          | Canada           | 10.671 | +0.437 | Q     |
| 12   | Hetty van de Wouw        | Pays-Bas         | 10.695 | +0.461 | Q     |
| 13   | Kristina Clonan          | Australie        | 10.712 | +0.478 | Q     |
| 14   | Martha Bayona            | Colombie         | 10.739 | +0.505 | Q     |
| 15   | Taky Marie-Divine Kouamé | France           | 10.749 | +0.515 | Q     |
| 16   | Mina Sato                | Japon            | 10.834 | +0.600 | Q     |
| 17   | Riyu Ohta                | Japon            | 10.856 | +0.622 | Q     |
| 18   | Sarah Orban              | Canada           | 10.865 | +0.631 | Q     |
| 19   | Steffie van der Peet     | Pays-Bas         | 10.883 | +0.649 | Q     |
| 20   | Julie Michaux            | France           | 10.890 | +0.656 | Q     |
| 21   | Fuko Umekawa             | Japon            | 10.894 | +0.660 | Q     |
| 22   | Miriam Vece              | Italie           | 10.895 | +0.661 | Q     |
| 23   | Miglė Lendel             | Lituanie         | 10.898 | +0.664 | Q     |
| 24   | Mandy Marquardt          | États-Unis       | 10.925 | +0.691 | Q     |
| 25   | Nikola Sibiak            | Pologne          | 10.988 | +0.754 | Q     |
| 26   | Daniela Gaxiola          | Mexique          | 10.989 | +0.755 | Q     |
| 27   | Shaane Fulton            | Nouvelle-Zélande | 11.004 | +0.770 | Q     |
| 28   | Veronika Jaborníková     | Tchéquie         | 11.034 | +0.800 | Q     |
| 29   | Alla Biletska            | Ukraine          | 11.045 | +0.811 |       |
| 30   | Nicky Degrendele         | Belgique         | 11.082 | +0.848 |       |
| 31   | Nurul Mohd               | Malaisie         | 11.183 | +0.949 |       |
| 32   | Paulina Petri            | Pologne          | 11.258 | +1.024 |       |
| 33   | Anis Amira Rosidi        | Malaisie         | 11.410 | +1.176 |       |
| 34   | Helena Casas             | Espagne          | 11.434 | +1.200 |       |
| 35   | Yeung Cho Yiu            | Hong Kong        | 11.562 | +1.328 |       |
| 36   | Shahd Mohamed            | Égypte           | 12.272 | +2.038 |       |

| Série | Rang | Cycliste                 | Pays             | Temps  | Notes |
| ----- | ---- | ------------------------ | ---------------- | ------ | ----- |
| 1     | 1    | Emma Hinze               | Allemagne        |        | Q     |
| 1     | 2    | Veronika Jaborníková     | Tchéquie         | +0.704 |       |
| 2     | 1    | Mathilde Gros            | France           |        | Q     |
| 2     | 2    | Shaane Fulton            | Nouvelle-Zélande | +0.054 |       |
| 3     | 1    | Pauline Grabosch         | Allemagne        |        | Q     |
| 3     | 2    | Daniela Gaxiola          | Mexique          | +0.074 |       |
| 4     | 1    | Lauriane Genest          | Canada           |        | Q     |
| 4     | 2    | Nikola Sibiak            | Pologne          | +0.512 |       |
| 5     | 1    | Guo Yufang               | Chine            |        | Q     |
| 5     | 2    | Mandy Marquardt          | États-Unis       | +0.035 |       |
| 6     | 1    | Ellesse Andrews          | Nouvelle-Zélande |        | Q     |
| 6     | 2    | Miglė Lendel             | Lituanie         | +0.229 |       |
| 7     | 1    | Kelsey Mitchell          | Canada           |        | Q     |
| 7     | 2    | Miriam Vece              | Italie           | +0.189 |       |
| 8     | 1    | Hetty van de Wouw        | Pays-Bas         |        | Q     |
| 8     | 2    | Fuko Umekawa             | Japon            | +0.129 |       |
| 9     | 1    | Kristina Clonan          | Australie        |        | Q     |
| 9     | 2    | Julie Michaux            | France           | +0.182 |       |
| 10    | 1    | Martha Bayona            | Colombie         |        | Q     |
| 10    | 2    | Steffie van der Peet     | Pays-Bas         | +0.084 |       |
| 11    | 1    | Taky Marie-Divine Kouamé | France           |        | Q     |
| 11    | 2    | Sarah Orban              | Canada           | +0.130 |       |
| 12    | 1    | Mina Sato                | Japon            |        | Q     |
| 12    | 2    | Riyu Ohta                | Japon            | +0.092 |       |

| Série | Rang | Cycliste                 | Pays             | Temps  | Notes |
| ----- | ---- | ------------------------ | ---------------- | ------ | ----- |
| 1     | 1    | Emma Finucane            | Grande-Bretagne  |        | Q     |
| 1     | 2    | Mina Sato                | Japon            | +0.178 |       |
| 2     | 1    | Sophie Capewell          | Grande-Bretagne  |        | Q     |
| 2     | 2    | Taky Marie-Divine Kouamé | France           | +0.285 |       |
| 3     | 1    | Lea Friedrich            | Allemagne        |        | Q     |
| 3     | 2    | Martha Bayona            | Colombie         | +0.058 |       |
| 4     | 1    | Yuan Liying              | Chine            |        | Q     |
| 4     | 2    | Kristina Clonan          | Australie        | +0.026 |       |
| 5     | 1    | Emma Hinze               | Allemagne        |        | Q     |
| 5     | 2    | Hetty van de Wouw        | Pays-Bas         | +0.355 |       |
| 6     | 1    | Mathilde Gros            | France           |        | Q     |
| 6     | 2    | Kelsey Mitchell          | Canada           | +0.007 |       |
| 7     | 1    | Ellesse Andrews          | Nouvelle-Zélande |        | Q     |
| 7     | 2    | Pauline Grabosch         | Allemagne        | +0.218 |       |
| 8     | 1    | Lauriane Genest          | Canada           |        | Q     |
| 8     | 2    | Guo Yufang               | Chine            | +0.017 |       |

| Série | Rang | Cycliste        | Pays             | Manche 1 | Manche 2 | Manche 3 | Notes |
| ----- | ---- | --------------- | ---------------- | -------- | -------- | -------- | ----- |
| 1     | 1    | Emma Finucane   | Grande-Bretagne  | X        | X        |          | Q     |
| 1     | 2    | Lauriane Genest | Canada           | +0.174   | +0.115   |          |       |
| 2     | 1    | Ellesse Andrews | Nouvelle-Zélande | +0.330   | X        | X        | Q     |
| 2     | 2    | Sophie Capewell | Grande-Bretagne  | X        | +0.014   | +0.536   |       |
| 3     | 1    | Lea Friedrich   | Allemagne        | X        | X        |          | Q     |
| 3     | 2    | Mathilde Gros   | France           | +0.237   | +0.115   |          |       |
| 4     | 1    | Emma Hinze      | Allemagne        | X        | X        |          | Q     |
| 4     | 2    | Yuan Liying     | Chine            | +0.105   | +0.130   |          |       |

| Série | Rang | Cycliste        | Pays             | Manche 1 | Manche 2 | Manche 3 | Notes |
| ----- | ---- | --------------- | ---------------- | -------- | -------- | -------- | ----- |
| 1     | 1    | Emma Finucane   | Grande-Bretagne  | X        | X        |          | Q     |
| 1     | 2    | Emma Hinze      | Allemagne        | +0.158   | +0.105   |          |       |
| 2     | 1    | Lea Friedrich   | Allemagne        | X        | X        |          | Q     |
| 2     | 2    | Ellesse Andrews | Nouvelle-Zélande | +0.298   | +0.191   |          |       |

| Rang                             | Cycliste        | Pays             | Manche 1 | Manche 2 | Manche 3 |
| -------------------------------- | --------------- | ---------------- | -------- | -------- | -------- |
| Match pour la médaille d'or      |                 |                  |          |          |          |
| Médaille d'or                    | Emma Finucane   | Grande-Bretagne  | X        | X        |          |
| Médaille d'argent                | Lea Friedrich   | Allemagne        | +0.018   | +0.031   |          |
| Match pour la médaille de bronze |                 |                  |          |          |          |
| Médaille de bronze               | Ellesse Andrews | Nouvelle-Zélande | X        | X        |          |
| 4                                | Emma Hinze      | Allemagne        | +0.099   | +0.306   |          |

#### Vitesse par équipes
Légende
- Q : qualifiées pour le premier tour
- QA : qualifiées pour la finale A
- QB : qualifiées pour la finale B

Lors du tour de qualification, les 8 meilleures équipes se qualifient pour le 1er tour (Q). Au cours de celui-ci, les séries sont organisées selon les temps des qualifications : 4e contre 5e, 3e contre 6e, 2e contre 7e et 1er contre 8e. Les vainqueurs de chaque série sont classés en fonction de leur temps : les deux meilleures équipes se qualifient pour la finale (QG) et les deux autres pour le match pour la médaille de bronze (QB).
| Rang | Équipe                                                                              | Temps  | Écart   | Notes |
| ---- | ----------------------------------------------------------------------------------- | ------ | ------- | ----- |
| 1    | Grande-Bretagne Lauren Bell Sophie Capewell Emma Finucane                           | 46.072 |         | Q     |
| 2    | Allemagne Pauline Grabosch Emma Hinze Lea Sophie Friedrich                          | 46.467 | +0.395  | Q     |
| 3    | Chine Guo Yufang Bao Shanju Yuan Liying                                             | 46.679 | +0.607  | Q     |
| 4    | Pays-Bas Kyra Lamberink Hetty van de Wouw Steffie van der Peet                      | 47.049 | +.0977  | Q     |
| 5    | Nouvelle-Zélande Rebecca Petch Shaane Hazel Fulton Ellesse Andrews                  | 47.158 | +1.086  | Q     |
| 6    | Mexique Jessica Salazar Yuli Verdugo Daniela Gaxiola                                | 47.328 | +1.256  | Q     |
| 7    | Canada Sarah Orban Kelsey Mitchell Lauriane Genest                                  | 47.348 | +1.276  | Q     |
| 8    | Pologne Marlena Karwacka Urszula Łoś Nikola Sibiak                                  | 47.436 | +1.364  | Q     |
| 9    | France Taky Marie-Divine Kouamé Julie Michaux Mathilde Gros                         | 47.628 | +1.556  |       |
| 10   | Japon Aki Sakai Mina Sato Fuko Umekawa                                              | 48.148 | +2.076  |       |
| 11   | États-Unis Keely Ainslie Kayla Hankins Mandy Marquardt                              | 48.617 | +2.545  |       |
| 12   | Belgique Julie Nicolaes Valerie Jenaer Nicky Degrendele                             | 48.930 | 2.858   |       |
| 13   | Malaisie Nurul Aliana Syafika Azizan Nurul Izzah Izzati Mohd Asri Anis Amira Rosidi | 50.544 | +4.472  |       |
| 14   | Nigeria Grace Ayuba Tombrapa Grikpa Ese Ukpeseraye                                  | 56.368 | +10.296 |       |

| Série | Rang | Équipe                                                             | Temps  | Notes |
| ----- | ---- | ------------------------------------------------------------------ | ------ | ----- |
| 1     | 1    | Pays-Bas Kyra Lamberink Shanne Braspennincx Hetty van de Wouw      | 46.756 | QB    |
| 1     | 2    | Nouvelle-Zélande Ellesse Andrews Shaane Hazel Fulton Rebecca Petch | 47.067 |       |
| 2     | 1    | Chine Bao Shanju Guo Yufang Yuan Liying                            | 46.446 | QB    |
| 2     | 2    | Mexique Daniela Gaxiola Jessica Salazar Yuli Verdugo               | 47.374 |       |
| 3     | 1    | Allemagne Lea Sophie Friedrich Pauline Grabosch Emma Hinze         | 45.988 | QG    |
| 3     | 2    | Canada Lauriane Genest Kelsey Mitchell Sarah Orban                 | 47.656 |       |
| 4     | 1    | Grande-Bretagne Lauren Bell Sophie Capewell Emma Finucane          | 46.078 | QG    |
| 4     | 2    | Pologne Marlena Karwacka Urszula Łoś Nikola Sibiak                 | 47.487 |       |

| Rang                             | Équipe                                                        | Temps  | Écart  | Notes |
| -------------------------------- | ------------------------------------------------------------- | ------ | ------ | ----- |
| Match pour la médaille d'or      |                                                               |        |        |       |
| Médaille d'or                    | Allemagne Lea Sophie Friedrich Pauline Grabosch Emma Hinze    | 45.848 |        | RM    |
| Médaille d'argent                | Grande-Bretagne Lauren Bell Sophie Capewell Emma Finucane     | 45.923 | +0.075 |       |
| Match pour la médaille de bronze |                                                               |        |        |       |
| Médaille de bronze               | Chine Bao Shanju Guo Yufang Yuan Liying                       | 46.543 |        |       |
| 4                                | Pays-Bas Shanne Braspennincx Kyra Lamberink Hetty van de Wouw | 46.788 | +0.245 |       |

#### Poursuite individuelle
Légende
- QG : qualifiée pour la finale pour la médaille d'or
- QB : qualifiée pour la finale pour la médaille de bronze

| Rang | Coureuse            | Pays             | Temps         | Écart         | Notes         |
| ---- | ------------------- | ---------------- | ------------- | ------------- | ------------- |
| 1    | Chloé Dygert        | États-Unis       | 3:17.713      |               | QG            |
| 2    | Franziska Brauße    | Allemagne        | 3:20.101      | +2.388        | QG            |
| 3    | Bryony Botha        | Nouvelle-Zélande | 3:20.327      | +2.614        | QB            |
| 4    | Neah Evans          | Grande-Bretagne  | 3:21.811      | +4.098        | QB            |
| 5    | Maeve Plouffe       | Australie        | 3:21.940      | +4.227        |               |
| 6    | Lisa Klein          | Allemagne        | 3:25.728      | +8.015        |               |
| 7    | Maggie Coles-Lyster | Canada           | 3:27.241      | +9.528        |               |
| 8    | Marion Borras       | France           | 3:27.601      | +9.888        |               |
| 9    | Samantha Donnelly   | Nouvelle-Zélande | 3:27.616      | +9.903        |               |
| 10   | Jessica Roberts     | Grande-Bretagne  | 3:27.979      | +10.266       |               |
| 11   | Kelly Murphy        | Irlande          | 3:29.967      | +12.254       |               |
| 12   | Ariane Bonhomme     | Canada           | 3:30.015      | +12.302       |               |
| 13   | Sarah Van Dam       | Canada           | 3:30.831      | +13.118       |               |
| 14   | Laura Süßemilch     | Allemagne        | 3:31.278      | +13.565       |               |
| 15   | Martina Alzini      | Italie           | 3:32.101      | +14.388       |               |
| 16   | Wei Suwan           | Chine            | 3:36.898      | +19.185       |               |
| 17   | Wang Xiaoyue        | Chine            | 3:37.107      | +19.394       |               |
| 18   | Olga Wankiewicz     | Pologne          | 3:37.266      | +19.564       |               |
| 19   | Jasmin Liechti      | Suisse           | 3:38.286      | +20.573       |               |
| 20   | Isabella Escalera   | Espagne          | 3:38.567      | +20.854       |               |
| 21   | Huang Zhilin        | Chine            | 3:42.678      | +24.965       |               |
| 22   | Kie Furuyama        | Japon            | 3:44.511      | +26.798       |               |
| 23   | Yang Qianyu         | Hong Kong        | 3:49.099      | +31.386       |               |
| –    | Vittoria Guazzini   | Italie           | Pas au départ | Pas au départ | Pas au départ |

| Rang                              | Coureuse         | Pays             | Temps    | Écart  |
| --------------------------------- | ---------------- | ---------------- | -------- | ------ |
| Course pour la médaille d'or      |                  |                  |          |        |
| Médaille d'or                     | Chloé Dygert     | États-Unis       | 3:17.542 |        |
| Médaille d'argent                 | Franziska Brauße | Allemagne        | rejointe |        |
| Course pour la médaille de bronze |                  |                  |          |        |
| Médaille de bronze                | Bryony Botha     | Nouvelle-Zélande | 3:22.210 |        |
| 4                                 | Neah Evans       | Grande-Bretagne  | 3:23.264 | +1.054 |

#### Poursuite par équipes
Légende
- Q : qualifiées pour le premier tour
- QG : qualifiées pour la finale A
- QB : qualifiées pour la finale B

Lors du tour de qualification, les 8 meilleures équipes se qualifient pour le 1er tour (Q).
Au premier tour, les équipes courent selon le rang occupé à l'issue des qualifications : 6 contre 7, 5 contre 8, 2 contre 3, 1 contre 4. Les vainqueurs des deux dernières séries (3 et 4) se qualifient pour la finale pour la médaille d'or (QG), tandis que les deux meilleurs temps parmi les six autres équipes se qualifient pour la finale pour la médaille de bronze (QB).
| Rang | Équipe                                                                         | Temps    | Écart     | Notes |
| ---- | ------------------------------------------------------------------------------ | -------- | --------- | ----- |
| 1    | Grande-Bretagne Katie Archibald Megan Barker Josie Knight Anna Morris          | 4:10.333 |           | Q     |
| 2    | Nouvelle-Zélande Michaela Drummond Ally Wollaston Emily Shearman Bryony Botha  | 4:11.777 | +1.444    | Q     |
| 3    | États-Unis Jennifer Valente Lily Williams Olivia Cummins Chloé Dygert          | 4:14.184 | +3.851    | Q     |
| 4    | France Marion Borras Valentine Fortin Victoire Berteau Marie Le Net            | 4:14.463 | +4.130    | Q     |
| 5    | Italie Elisa Balsamo Martina Fidanza Chiara Consonni Vittoria Guazzini         | 4:14.742 | +4.409    | Q     |
| 6    | Allemagne Franziska Brauße Lisa Klein Mieke Kröger Laura Süßemilch             | 4:15.035 | +4.702    | Q     |
| 7    | Australie Chloe Moran Sophie Edwards Georgia Baker Maeve Plouffe               | 4:15.800 | +5.467    | Q     |
| 8    | Canada Maggie Coles-Lyster Sarah Van Dam Erin Attwell Ariane Bonhomme          | 4:19.208 | +8.875    | Q     |
| 9    | Irlande Lara Gillespie Emily Kay Kelly Murphy Alice Sharpe                     | 4:21.653 | +11.320   |       |
| 10   | Pologne Olga Wankiewicz Karolina Karasiewicz Karolina Kumięga Wiktoria Pikulik | 4:24.183 | +13.850   |       |
| 11   | Japon Yumi Kajihara Maho Kakita Tsuyaka Uchino Mizuki Ikeda                    | 4:25.332 | +14.999   |       |
| 12   | Chine Wang Susu Wang Xiaoyue Wei Suwan Zhang Hongjie                           | 4:25.547 | +15.214   |       |
| 13   | Espagne Tania Calvo Laura Rodríguez Isabella Escalera Isabel Ferreres          | 4:30.764 | +20.431   |       |
| 14   | Mexique Victoria Velasco Yareli Acevedo María Gaxiola Lizbeth Salazar          | 4:31.770 | +21.437   |       |
| 15   | Nigeria Grace Ayuba Tombrapa Grikpa Mary Samuel Ese Ukpeseraye                 | 5:16.294 | +1:05.961 |       |

| Série | Rang | Équipe                                                                        | Temps    | Écart   | Notes |
| ----- | ---- | ----------------------------------------------------------------------------- | -------- | ------- | ----- |
| 1     | 1    | Australie Chloe Moran Georgia Baker Alexandra Manly Maeve Plouffe             | 4:12.595 |         |       |
| 1     | 2    | Allemagne Lena Charlotte Reißner Franziska Brauße Lisa Klein Mieke Kröger     | 4:18.527 | +5.932  |       |
| 2     | 1    | Italie Elisa Balsamo Letizia Paternoster Martina Fidanza Vittoria Guazzini    | 4:11.342 |         | QB    |
| 2     | 2    | Canada Maggie Coles-Lyster Sarah Van Dam Ariane Bonhomme Ruby West            | 4:26.507 | +15.165 |       |
| 3     | 1    | Nouvelle-Zélande Michaela Drummond Ally Wollaston Emily Shearman Bryony Botha | 4:10.252 |         | QG    |
| 3     | 1    | États-Unis Jennifer Valente Lily Williams Olivia Cummins Chloé Dygert         | 4:12.684 | +2.432  |       |
| 4     | 1    | Grande-Bretagne Elinor Barker Megan Barker Josie Knight Anna Morris           | 4:09.671 |         | QG    |
| 4     | 2    | France Marion Borras Valentine Fortin Clara Copponi Marie Le Net              | 4:12.525 | +2.854  | QB    |

| Rang                             | Équipe                                                                        | Temps    | Écart  | Notes |
| -------------------------------- | ----------------------------------------------------------------------------- | -------- | ------ | ----- |
| Match pour la médaille d'or      |                                                                               |          |        |       |
| Médaille d'or                    | Grande-Bretagne Katie Archibald Elinor Barker Josie Knight Anna Morris        | 4:08.771 |        |       |
| Médaille d'argent                | Nouvelle-Zélande Michaela Drummond Ally Wollaston Emily Shearman Bryony Botha | 4:13.313 | +4.542 |       |
| Match pour la médaille de bronze |                                                                               |          |        |       |
| Médaille de bronze               | France Marion Borras Valentine Fortin Clara Copponi Marie Le Net              | 4:13.059 |        |       |
| 4                                | Italie Letizia Paternoster Martina Fidanza Chiara Consonni Vittoria Guazzini  | 4:13.334 | +0.275 |       |

#### Course aux points
| Rang               | Coureuse             | Pays             | Points au tour | Points au sprint | Total   |
| ------------------ | -------------------- | ---------------- | -------------- | ---------------- | ------- |
| Médaille d'or      | Lotte Kopecky        | Belgique         | 20             | 19               | 39      |
| Médaille d'argent  | Georgia Baker        | Australie        | 20             | 11               | 31      |
| Médaille de bronze | Tsuyaka Uchino       | Japon            | 0              | 14               | 14      |
| 4                  | Lily Williams        | États-Unis       | 0              | 9                | 9       |
| 5                  | Neah Evans           | Grande-Bretagne  | 0              | 9                | 9       |
| 6                  | Marit Raaijmakers    | Pays-Bas         | 0              | 8                | 8       |
| 7                  | Silvia Zanardi       | Italie           | 0              | 8                | 8       |
| 8                  | Daniela Campos       | Portugal         | 0              | 5                | 5       |
| 9                  | Lea Lin Teutenberg   | Allemagne        | 0              | 4                | 4       |
| 10                 | Jarmila Machačová    | Tchéquie         | 0              | 3                | 3       |
| 11                 | Michaela Drummond    | Nouvelle-Zélande | 0              | 3                | 3       |
| 12                 | Ariane Bonhomme      | Canada           | 0              | 2                | 2       |
| 13                 | Liu Jiali            | Chine            | 0              | 2                | 2       |
| 14                 | Nafosat Kozieva      | Ouzbékistan      | 0              | 1                | 1       |
| 15                 | Karolina Karasiewicz | Pologne          | 0              | 0                | 0       |
| 16                 | Yareli Acevedo       | Mexique          | –20            | 16               | –4      |
| 17                 | Marie Le Net         | France           | –20            | 6                | –14     |
| 18                 | Ziortza Isasi        | Espagne          | –20            | 1                | –19     |
| 19                 | Verena Eberhardt     | Autriche         | –20            | 0                | –20     |
| 20                 | Michelle Andres      | Suisse           | –20            | 0                | –20     |
| 21                 | Bo Yee Leung         | Hong Kong        | –40            | 0                | –40     |
| —                  | Fanny Cauchois       | Laos             | Abandon        | Abandon          | Abandon |

#### Américaine
| Rang               | Coureuses                            | Pays             | Points au tour | Points au sprint | Points total |
| ------------------ | ------------------------------------ | ---------------- | -------------- | ---------------- | ------------ |
| Médaille d'or      | Neah Evans Elinor Barker             | Grande-Bretagne  | 0              | 28               | 28           |
| Médaille d'argent  | Georgia Baker Alexandra Manly        | Australie        | 0              | 25               | 25           |
| Médaille de bronze | Victoire Berteau Clara Copponi       | France           | 0              | 22               | 22           |
| 4                  | Daria Pikulik Wiktoria Pikulik       | Pologne          | 0              | 21               | 21           |
| 5                  | Martina Fidanza Chiara Consonni      | Italie           | 0              | 14               | 14           |
| 6                  | Jennifer Valente Lily Williams       | États-Unis       | 0              | 10               | 10           |
| 7                  | Ally Wollaston Bryony Botha          | Nouvelle-Zélande | 0              | 10               | 10           |
| 8                  | Yumi Kajihara Tsuyaka Uchino         | Japon            | 0              | 5                | 5            |
| 9                  | Amalie Dideriksen Ellen Klinge       | Danemark         | 0              | 2                | 2            |
| 10                 | Marit Raaijmakers Maike van der Duin | Pays-Bas         | 0              | 2                | 2            |
| 11                 | Lea Lin Teutenberg Franziska Brauße  | Allemagne        | –20            | 2                | –18          |
| 12                 | Lara Gillespie Alice Sharpe          | Irlande          | –20            | 2                | –18          |
| 13                 | Katrijn De Clercq Hélène Hesters     | Belgique         | –20            | 0                | –18          |
| 14                 | Aline Seitz Michelle Andres          | Suisse           | –40            | 0                | –40          |
| 15                 | Petra Ševčíková Kateřina Kohoutková  | Tchéquie         | –40            | 0                | –40          |
| –                  | Nafosat Kozieva Margarita Misyurina  | Ouzbékistan      | Abandon        | Abandon          | Abandon      |
| –                  | Mariía Gaxiola Lizbeth Salazar       | Mexique          | Abandon        | Abandon          | Abandon      |
| –                  | Lee Sze Wing Yang Qianyu             | Hong Kong        | Abandon        | Abandon          | Abandon      |

#### Scratch
| Rang               | Coureuse               | Pays             | Tours |
| ------------------ | ---------------------- | ---------------- | ----- |
| Médaille d'or      | Jennifer Valente       | États-Unis       |       |
| Médaille d'argent  | Maike van der Duin     | Pays-Bas         |       |
| Médaille de bronze | Michaela Drummond      | Nouvelle-Zélande |       |
| 4                  | Martina Fidanza        | Italie           |       |
| 5                  | Clara Copponi          | France           |       |
| 6                  | Tsuyaka Uchino         | Japon            |       |
| 7                  | Daria Pikulik          | Pologne          |       |
| 8                  | Maggie Coles-Lyster    | Canada           |       |
| 9                  | Anita Stenberg         | Norvège          |       |
| 10                 | Olivija Baleišytė      | Lituanie         |       |
| 11                 | Jessica Roberts        | Grande-Bretagne  |       |
| 12                 | Emily Kay              | Irlande          |       |
| 13                 | Chloe Moran            | Australie        |       |
| 14                 | Jasmin Liechti         | Suisse           |       |
| 15                 | Petra Ševčíková        | Tchéquie         |       |
| 16                 | Lena Charlotte Reißner | Allemagne        |       |
| 17                 | María Gaxiola          | Mexique          |       |
| 18                 | Katrijn De Clercq      | Belgique         |       |
| 19                 | Maria Martins          | Portugal         |       |
| 20                 | Lee Sze Wing           | Hong Kong        |       |
| 21                 | Amber Joseph           | Barbade          |       |
| 22                 | Eukene Larrarte        | Espagne          |       |
| 23                 | Alžbeta Bačíková       | Slovaquie        |       |
| 24                 | Ebtissam Zayed         | Égypte           |       |

#### Omnium
| Rang | Coureuse            | Pays             | Tours | Points sur l'épreuve |
| ---- | ------------------- | ---------------- | ----- | -------------------- |
| 1    | Ally Wollaston      | Nouvelle-Zélande |       | 40                   |
| 2    | Jennifer Valente    | États-Unis       |       | 38                   |
| 3    | Letizia Paternoster | Italie           |       | 36                   |
| 4    | Katie Archibald     | Grande-Bretagne  |       | 34                   |
| 5    | Amalie Dideriksen   | Danemark         |       | 32                   |
| 6    | Lotte Kopecky       | Belgique         |       | 30                   |
| 7    | Maggie Coles-Lyster | Canada           |       | 28                   |
| 8    | Marit Raaijmakers   | Pays-Bas         |       | 26                   |
| 9    | Yumi Kajihara       | Japon            |       | 24                   |
| 10   | Maria Martins       | Portugal         |       | 22                   |
| 11   | Valentine Fortin    | France           |       | 20                   |
| 12   | Petra Ševčíková     | Tchéquie         |       | 18                   |
| 13   | Olivija Baleišytė   | Lituanie         |       | 16                   |
| 14   | Lara Gillespie      | Irlande          |       | 14                   |
| 15   | Lee Sze Wing        | Hong Kong        |       | 12                   |
| 16   | Argyro Milaki       | Grèce            |       | 10                   |
| 17   | Anita Stenberg      | Norvège          |       | 8                    |
| 18   | Ebtissam Mohamed    | Égypte           |       | 6                    |
| 19   | Daria Pikulik       | Pologne          |       | 4                    |
| 20   | Chloe Moran         | Australie        |       | 2                    |
| 21   | Amber Joseph        | Barbade          |       | 1                    |
| 22   | Eukene Larrarte     | Espagne          |       | 1                    |
| 23   | Victoria Velasco    | Mexique          |       | 1                    |
| 24   | Aline Seitz         | Suisse           |       | 1                    |

| Rang | Coureuse            | Pays             | Points au tour | Points au sprint | Points total | Points sur l'épreuve |
| ---- | ------------------- | ---------------- | -------------- | ---------------- | ------------ | -------------------- |
| 1    | Jennifer Valente    | États-Unis       | 20             | 10               | 30           | 40                   |
| 2    | Valentine Fortin    | France           | 20             | 6                | 26           | 38                   |
| 3    | Ally Wollaston      | Nouvelle-Zélande | 20             | 3                | 23           | 36                   |
| 4    | Daria Pikulik       | Pologne          | 20             | 1                | 21           | 34                   |
| 5    | Yumi Kajihara       | Japon            | 20             | 0                | 20           | 32                   |
| 6    | Eukene Larrarte     | Espagne          | 0              | 2                | 2            | 30                   |
| 7    | Lara Gillespie      | Irlande          | 0              | 1                | 1            | 28                   |
| 8    | Amalie Dideriksen   | Danemark         | 0              | 1                | 1            | 26                   |
| 9    | Anita Stenberg      | Norvège          | 0              | 1                | 0            | 24                   |
| 10   | Katie Archibald     | Grande-Bretagne  | 0              | 1                | 1            | 22                   |
| 11   | Olivija Baleišytė   | Lituanie         | 0              | 0                | 0            | 20                   |
| 12   | Letizia Paternoster | Italie           | 0              | 0                | 0            | 18                   |
| 13   | Maria Martins       | Portugal         | 0              | 0                | 0            | 16                   |
| 14   | Marit Raaijmakers   | Pays-Bas         | 0              | 0                | 0            | 14                   |
| 15   | Chloe Moran         | Australie        | 0              | 0                | 0            | 12                   |
| 16   | Lee Sze Wing        | Hong Kong        | 0              | 0                | 0            | 10                   |
| 17   | Lotte Kopecky       | Belgique         | 0              | 0                | 0            | 8                    |
| 18   | Aline Seitz         | Suisse           | 0              | 0                | 0            | 6                    |
| 19   | Ebtissam Mohamed    | Égypte           | 0              | 0                | 0            | 4                    |
| 20   | Maggie Coles-Lyster | Canada           | 0              | 0                | 0            | 2                    |
| 21   | Argyro Milaki       | Grèce            | 0              | 0                | 0            | 1                    |
| 22   | Amber Joseph        | Barbade          | 0              | 0                | 0            | 1                    |
| 23   | Petra Ševčíková     | Tchéquie         | 0              | 0                | 0            | 1                    |
| 24   | Victoria Velasco    | Mexique          | 0              | 0                | 0            | 1                    |

| Rang | Coureuse            | Pays             | Points sur l'épreuve |
| ---- | ------------------- | ---------------- | -------------------- |
| 1    | Lotte Kopecky       | Belgique         | 40                   |
| 2    | Jennifer Valente    | États-Unis       | 38                   |
| 3    | Valentine Fortin    | France           | 36                   |
| 4    | Letizia Paternoster | Italie           | 34                   |
| 5    | Maria Martins       | Portugal         | 32                   |
| 6    | Amalie Dideriksen   | Danemark         | 30                   |
| 7    | Anita Stenberg      | Norvège          | 28                   |
| 8    | Marit Raaijmakers   | Pays-Bas         | 26                   |
| 9    | Lara Gillespie      | Irlande          | 24                   |
| 10   | Olivija Baleišytė   | Lituanie         | 22                   |
| 11   | Ally Wollaston      | Nouvelle-Zélande | 20                   |
| 12   | Yumi Kajihara       | Japon            | 18                   |
| 13   | Maggie Coles-Lyster | Canada           | 16                   |
| 14   | Katie Archibald     | Grande-Bretagne  | 14                   |
| 15   | Eukene Larrarte     | Espagne          | 12                   |
| 16   | Lee Sze Wing        | Hong Kong        | 10                   |
| 17   | Argyro Milaki       | Grèce            | 8                    |
| 18   | Petra Ševčíková     | Tchéquie         | 6                    |
| 19   | Daria Pikulik       | Pologne          | 4                    |
| 20   | Ebtissam Mohamed    | Égypte           | 2                    |
| 21   | Aline Seitz         | Suisse           | 1                    |
| 22   | Victoria Velasco    | Mexique          | 1                    |
| 23   | Amber Joseph        | Barbade          | 1                    |
| 24   | Chloe Moran         | Australie        | 1                    |

| Rang               | Coureuse            | Pays             | Points au tour | Points au sprint | Points total |
| ------------------ | ------------------- | ---------------- | -------------- | ---------------- | ------------ |
| Médaille d'or      | Jennifer Valente    | États-Unis       | 20             | 9                | 145          |
| Médaille d'argent  | Amalie Dideriksen   | Danemark         | 40             | 8                | 136          |
| Médaille de bronze | Lotte Kopecky       | Belgique         | 40             | 15               | 133          |
| 4                  | Katie Archibald     | Grande-Bretagne  | 40             | 17               | 127          |
| 5                  | Valentine Fortin    | France           | 20             | 3                | 117          |
| 6                  | Ally Wollaston      | Nouvelle-Zélande | 0              | 16               | 112          |
| 7                  | Daria Pikulik       | Pologne          | 20             | 16               | 78           |
| 8                  | Yumi Kajihara       | Japon            | 0              | 0                | 74           |
| 9                  | Lara Gillespie      | Irlande          | 0              | 4                | 70           |
| 10                 | Maria Martins       | Portugal         | 0              | 0                | 70           |
| 11                 | Marit Raaijmakers   | Pays-Bas         | 0              | 0                | 68           |
| 11                 | Letizia Paternoster | Italie           | –20            | 0                | 68           |
| 13                 | Anita Stenberg      | Norvège          | 0              | 3                | 63           |
| 14                 | Olivija Baleišytė   | Lituanie         | 0              | 0                | 58           |
| 15                 | Maggie Coles-Lyster | Canada           | 0              | 0                | 46           |
| 16                 | Eukene Larrarte     | Espagne          | 0              | 0                | 43           |
| 17                 | Lee Sze Wing        | Hong Kong        | 0              | 2                | 34           |
| 18                 | Petra Ševčíková     | Tchéquie         | 0              | 0                | 25           |
| 19                 | Argyro Milaki       | Grèce            | 0              | 2                | 21           |
| 20                 | Chloe Moran         | Australie        | 0              | 1                | 16           |
| 21                 | Ebtissam Mohamed    | Égypte           | 0              | 2                | 14           |
| 22                 | Aline Seitz         | Suisse           | 0              | 1                | 9            |
| 23                 | Amber Joseph        | Barbade          | 0              | 0                | 3            |
| 24                 | Victoria Velasco    | Mexique          | 0              | 0                | 3            |

#### Course à élimination
| Rang               | Coureuse                | Pays             |
| ------------------ | ----------------------- | ---------------- |
| Médaille d'or      | Lotte Kopecky           | Belgique         |
| Médaille d'argent  | Valentine Fortin        | France           |
| Médaille de bronze | Jennifer Valente        | États-Unis       |
| 4                  | Rachele Barbieri        | Italie           |
| 5                  | Elinor Barker           | Grande-Bretagne  |
| 6                  | Olivija Baleišytė       | Lituanie         |
| 7                  | Sarah van Dam           | Canada           |
| 8                  | Anita Stenberg          | Norvège          |
| 9                  | Lea Lin Teutenberg      | Allemagne        |
| 10                 | Yareli Acevedo          | Mexique          |
| 11                 | Ebtissam Mohamed        | Égypte           |
| 12                 | Patrycja Lorkowska      | Pologne          |
| 13                 | Maho Kakita             | Japon            |
| 14                 | Gabriela Bártová        | Tchéquie         |
| 15                 | Argyro Milaki           | Grèce            |
| 16                 | Marit Raaijmakers       | Pays-Bas         |
| 17                 | Alžbeta Bačíková        | Tchéquie         |
| 18                 | Nafosat Kozieva         | Ouzbékistan      |
| 19                 | Chloe Moran             | Australie        |
| 20                 | Emily Shearman          | Nouvelle-Zélande |
| 21                 | Léna Mettraux           | Suisse           |
| 22                 | Emily Kay               | Irlande          |
| 23                 | Laura Rodríguez Cordero | Espagne          |

## Tableau des médailles
| Rang  | Nation            | Or | Argent | Bronze | Total |
| ----- | ----------------- | -- | ------ | ------ | ----- |
| 1     | Grande-Bretagne   | 5  | 3      | 1      | 9     |
| 2     | Pays-Bas          | 4  | 1      | 0      | 5     |
| 3     | États-Unis        | 3  | 0      | 1      | 4     |
| 4     | Allemagne         | 2  | 2      | 2      | 6     |
| 5     | Nouvelle-Zélande  | 2  | 1      | 5      | 8     |
| 6     | Belgique          | 2  | 0      | 3      | 5     |
| 7     | Italie            | 1  | 1      | 2      | 4     |
| 8     | Colombie          | 1  | 1      | 0      | 2     |
| 8     | Danemark          | 1  | 1      | 0      | 2     |
| 10    | Portugal          | 1  | 0      | 0      | 1     |
| 11    | Australie         | 0  | 6      | 1      | 7     |
| 12    | France            | 0  | 2      | 3      | 5     |
| 13    | Japon             | 0  | 1      | 3      | 4     |
| 14    | Canada            | 0  | 1      | 0      | 1     |
| 14    | Espagne           | 0  | 1      | 0      | 1     |
| 14    | Trinité-et-Tobago | 0  | 1      | 0      | 1     |
| 17    | Chine             | 0  | 0      | 1      | 1     |
| Total | Total             | 22 | 22     | 22     | 66    |